# Biserica Sfântul Gheorghe din Curtea de Argeș

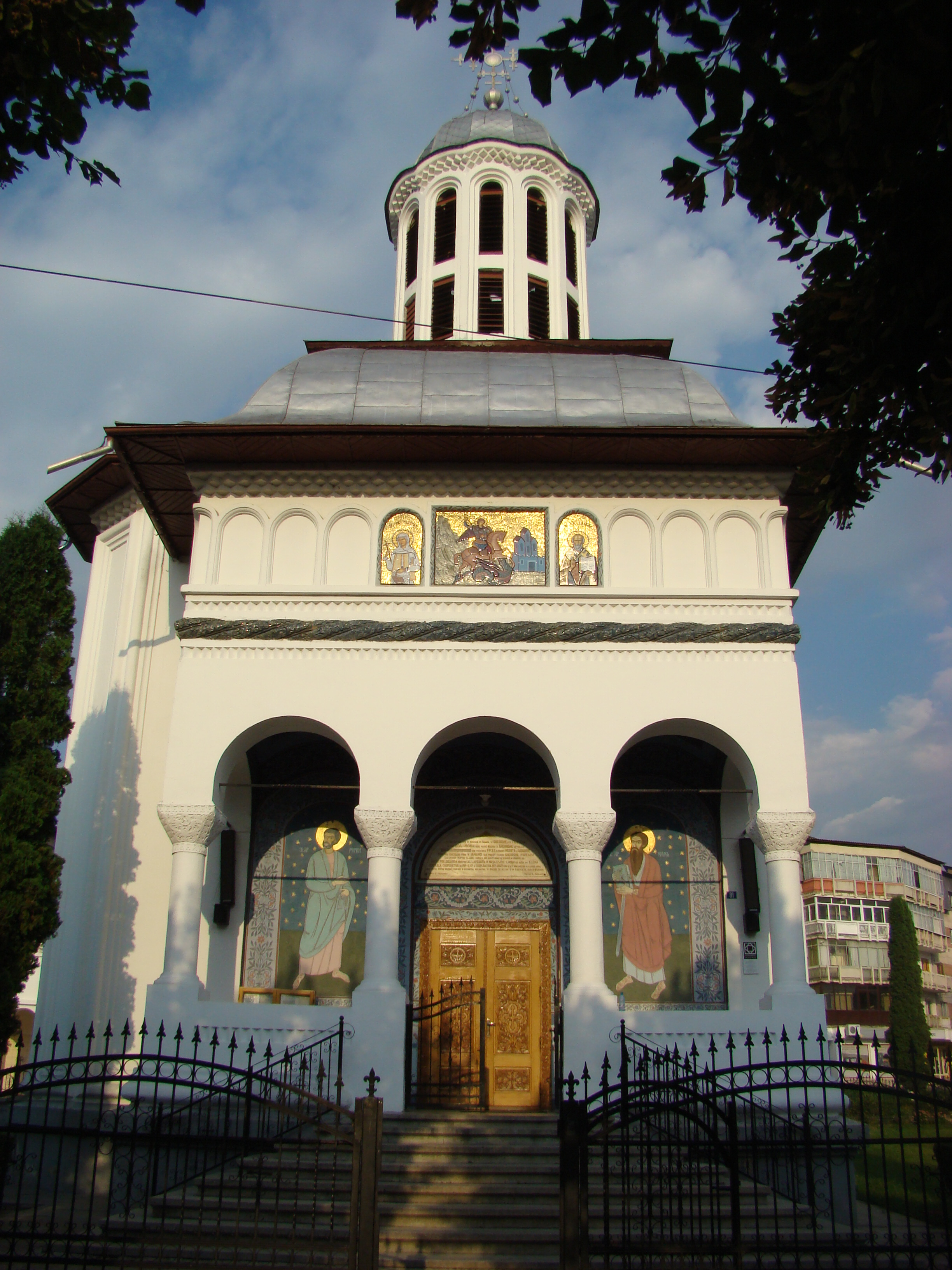
Biserica Sfântul Mare Mucenic Gheorghe din Curtea de Argeș, foto: august 2013.

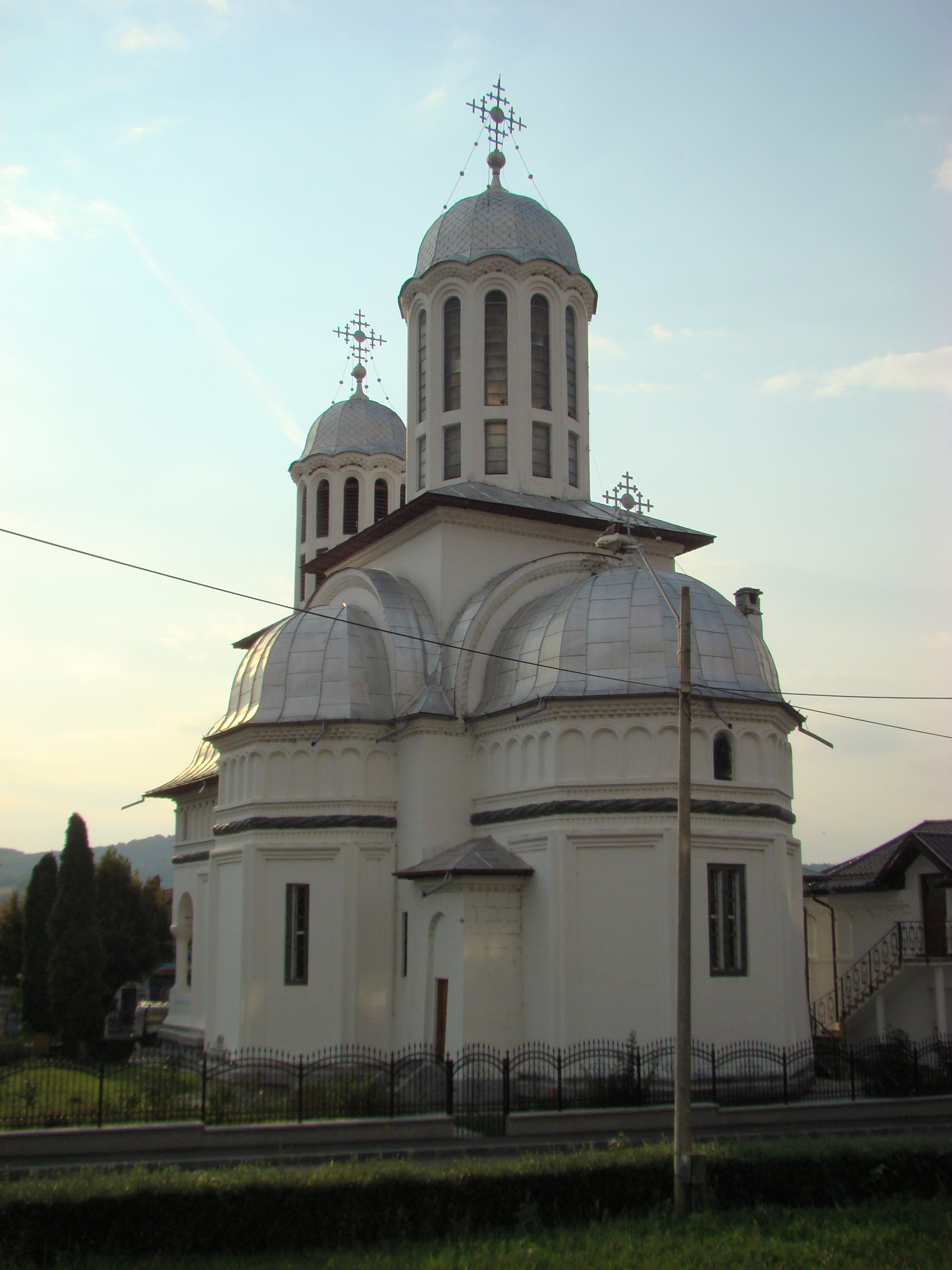
Biserica Sfântul Mare Mucenic Gheorghe din Curtea de Argeș, foto: august 2013.

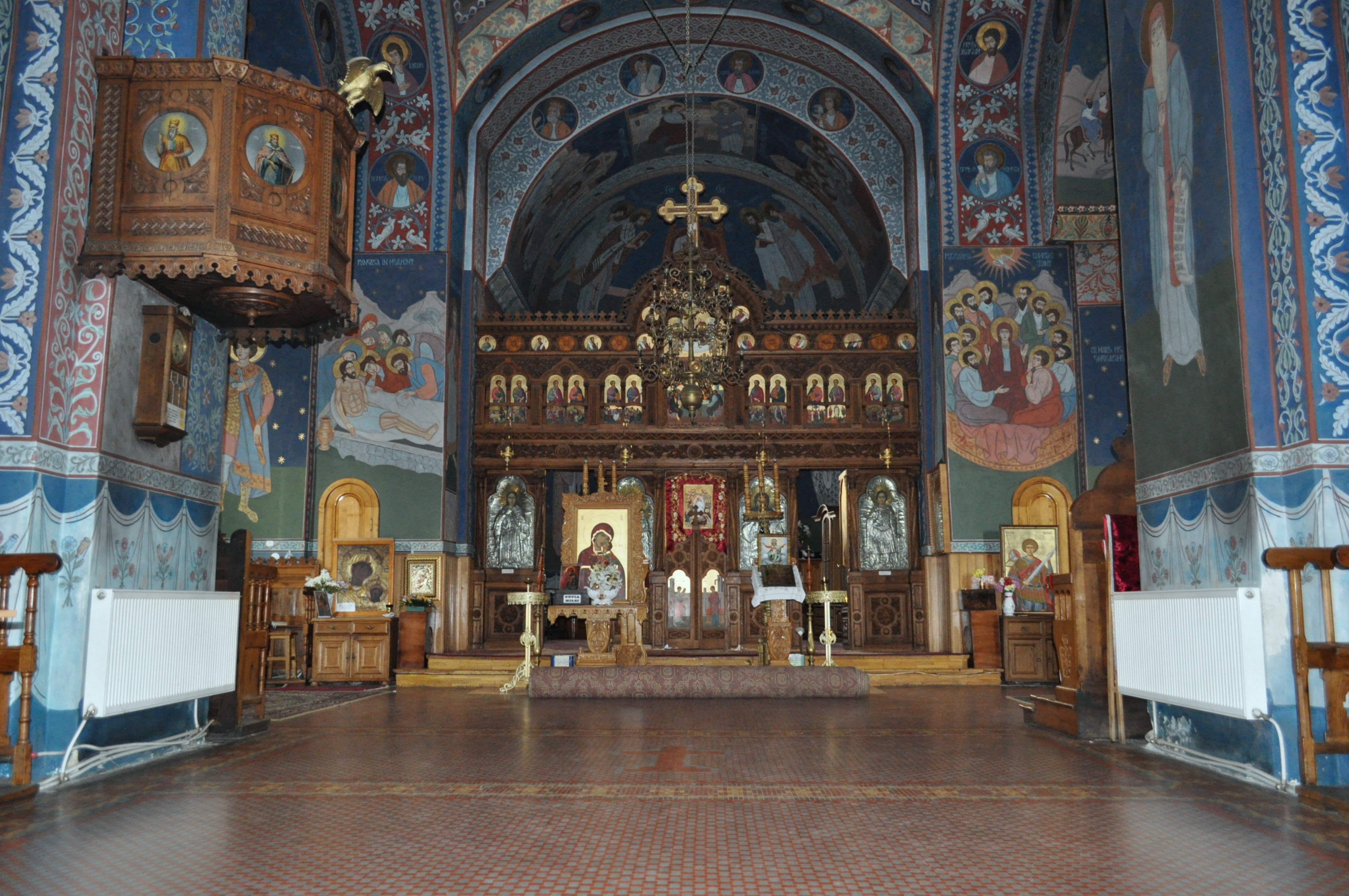
Nava spre iconostas

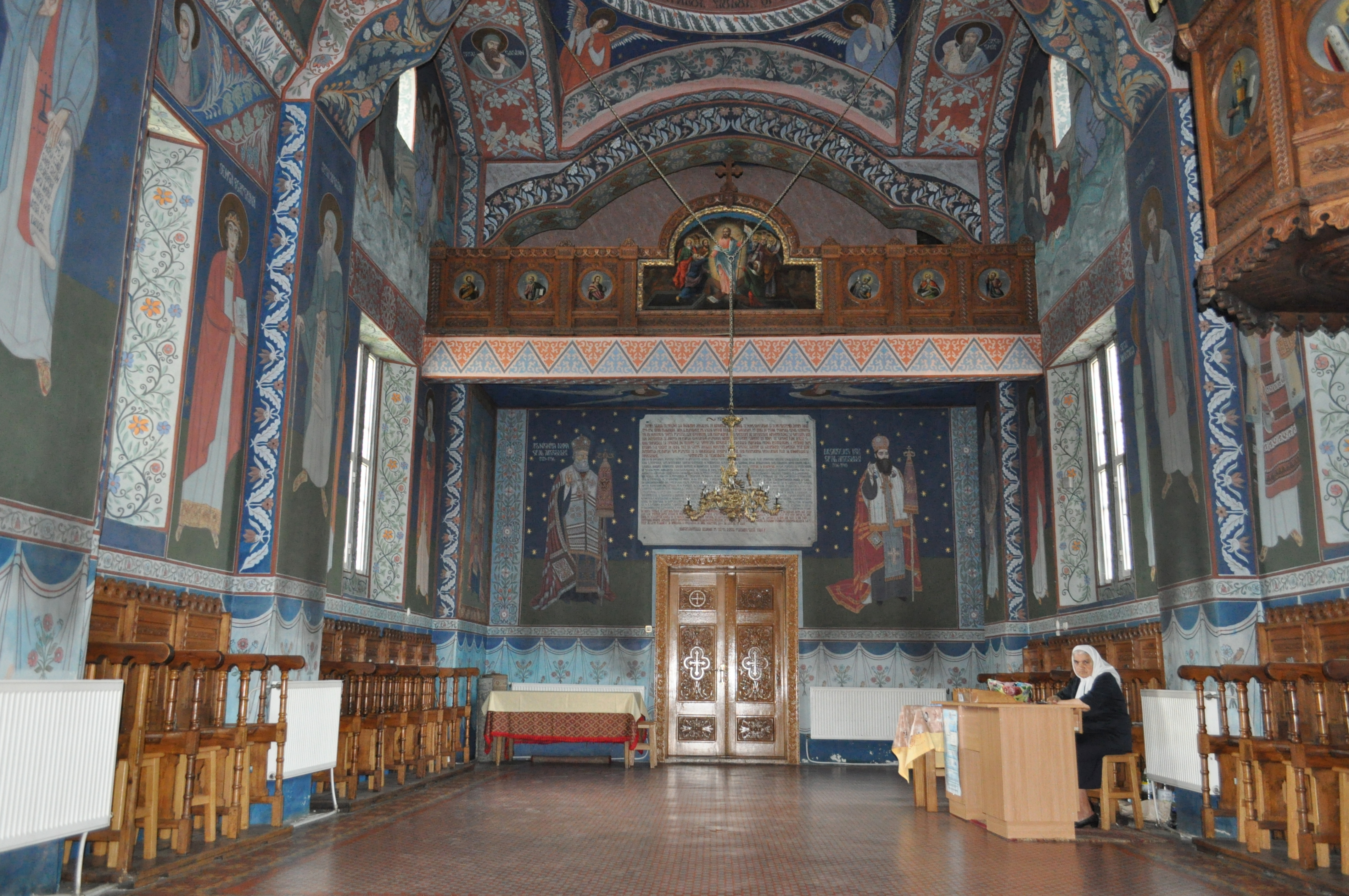
Nava spre ieșire

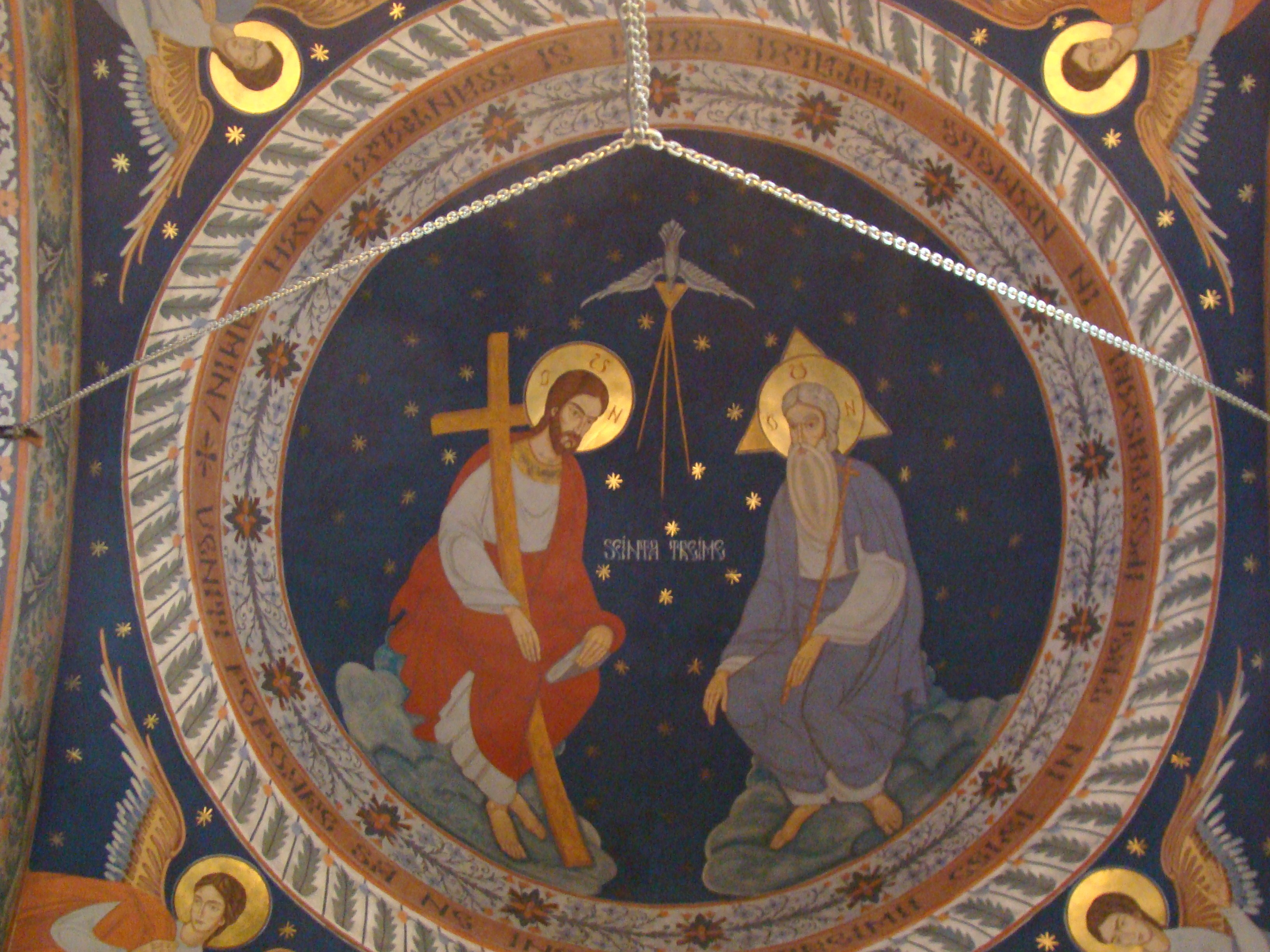
Sfânta Treime

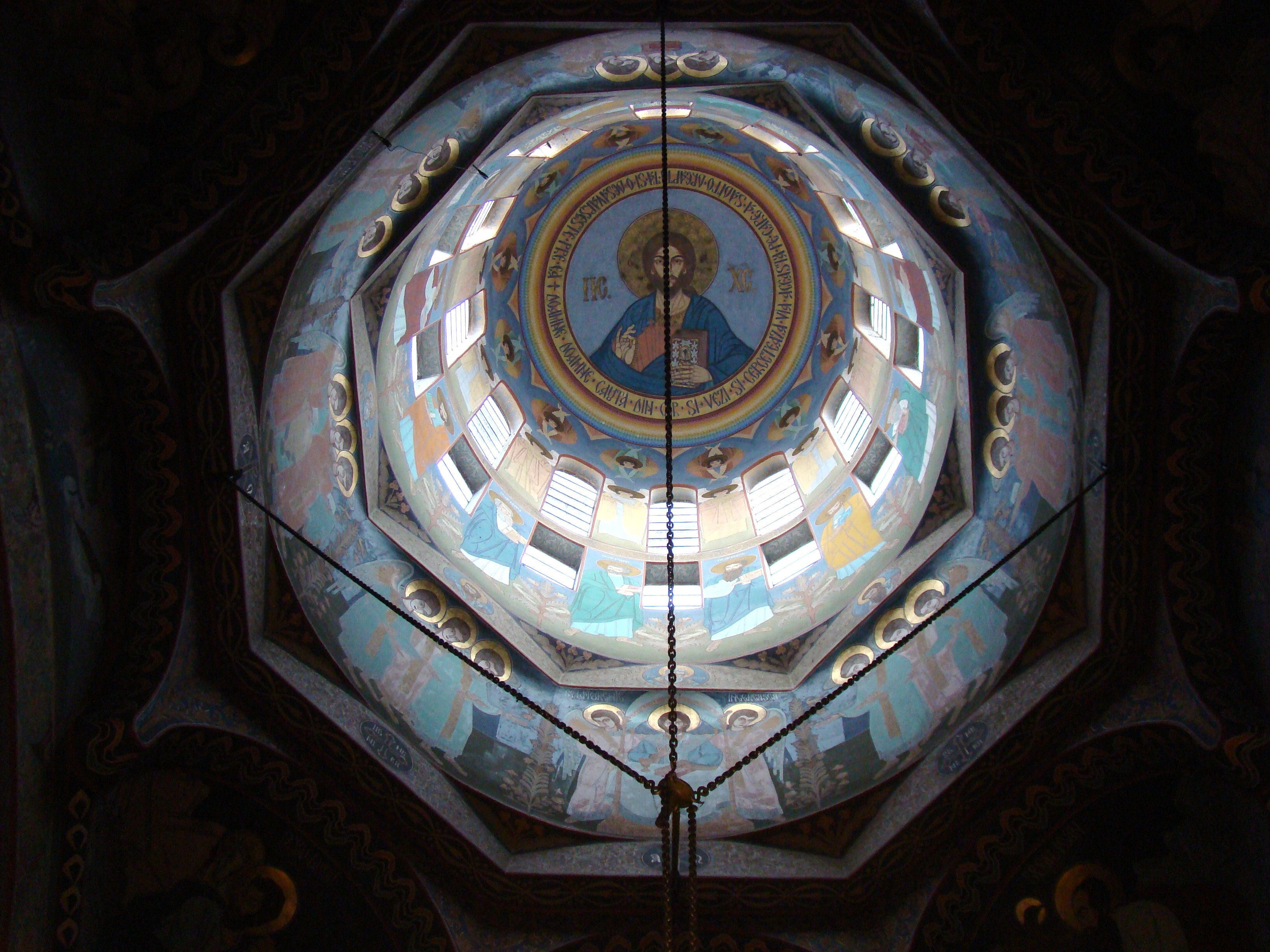
Cupola naosului: Iisus Hristos Pantocrator

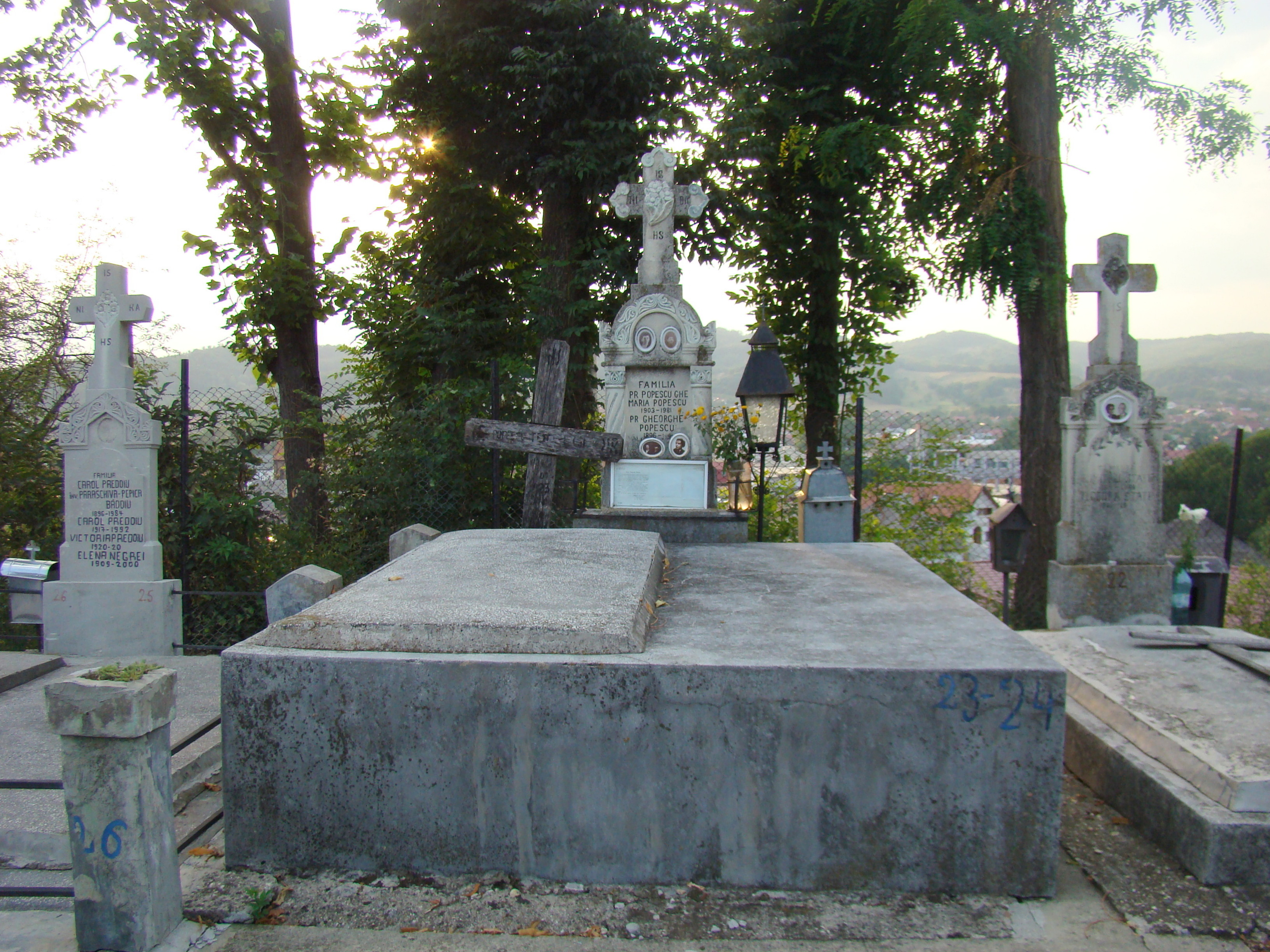
Mormântul preotului Gheorghe Popescu, ctitorul bisericii „Sfântul Gheorghe” din Curtea de Argeș

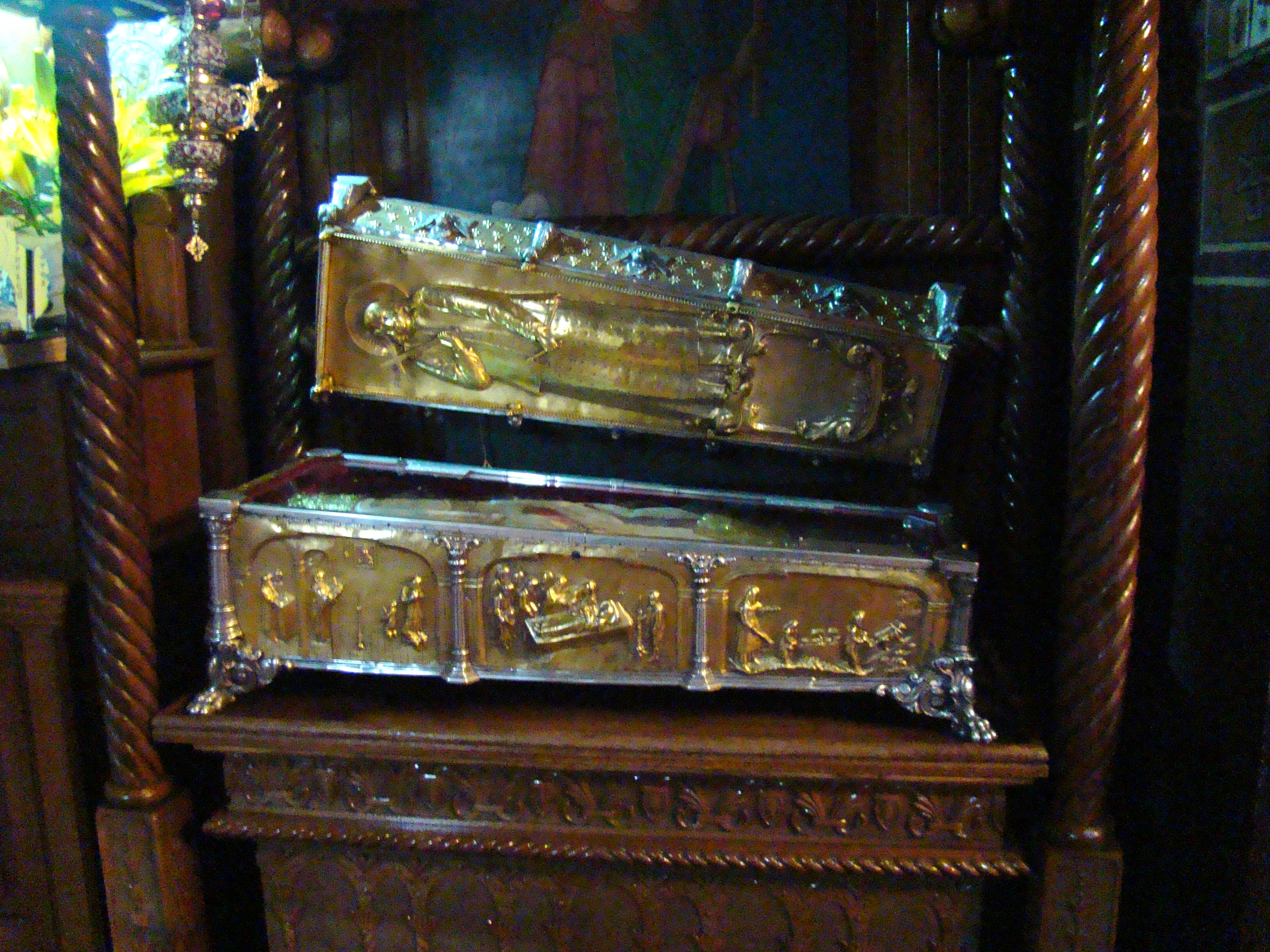
Racla cu moaștele Sfintei Filofteia, adăpostită pentru o perioadă de timp în biserica „Sfântul Gheorghe” și aflată acum în biserica episcopală de la Curtea de Argeș

Biserica Sfântul Gheorghe se află în zona centrală a municipiului Curtea de Argeș, pe Bulevardul Basarabilor. A fost ridicată între anii 1934-1936, după planurile arhitectului Dimitrie Berechet, pe locul unei biserici din 1793 distrusă de un incendiu în 1913. Biserica se află pe lista monumentelor istorice din județul Argeș sub codul LMI  AG-II-m-B-13634.

## Istoric și trăsături
Biserica veche cu hramul „Sfântul Mare Mucenic Gheorghe” a fost construită între anii 1779-1793 de către arhimandritul Partenie, pentru nevoile spirituale ale locuitorilor din Curtea de Argeș și cartierelor mărginașe: Groape, Marina, Poștei, str.Oltenilor. Nu există date referitoare despre construcția acestei biserici. Ea era prevăzută cu un cimitir și este pomenită și înainte de anii 1876 și 1877.  În anul 1876 la Biserica Sfântul Gheorghe încă se mai afla, la adăpost, steagul lui Tudor Vladimirescu, adus la Curtea de Argeș de  episcopul Ilarion Argeșiu, mentorul lui Tudor Vladimirescu. După anul 1880 steagul revoluționar a fost dus la Muzeul Național. 
În vechea biserică „Sf.Gheorghe” au fost aduse în anul 1897 moaștele Sfintei Filofteia, după ce Biserica Domnească a fost închisă pentru restaurare și au rămas aici până în anul 1913.  Biserica, care avea acoperișul din șiță, a fost distrusă de un incendiu devastator în anul 1913, incendiu care s-a propagat de la o casă din apropiere, de pe strada Lascăr Catargiu, nr.23. 
Actuala biserică cu  hramul „Sfântul Mare Mucenic Gheorghe” a fost construită între anii 1934-1936, din inițiativa și prin osârdia preotului Gheorghe Popescu, fost profesor de seminar, protoiereu și consilier al Eparhiei Argeșului până în 1948, ajutat de Consiliul Parohial și de oamenii de bine ai vremii.
Fondurile bănești necesare construcției bisericii au fost procurate prin colectă publică, din parohii și din țară.  Realizată după planurile arhitectului Dimitrie Berechet, biserica este construită din cărămidă, în formă de cruce, cu fațada și pridvorul în stil brâncovenesc și este acoperită cu tablă zincată. 
Pictura bisericii, realizată în tehnica frescă,  a fost executată între anii 1936-1938, de renumitul pictor Ghiță Popescu din București, profesor al Școlii de pictură bisericească din cadrul Patriarhiei Române. Timpul, în trecerea sa, a așternut un strat de fum care a acoperit pictura și a deteriorat, parțial, frumoasa pictură originală. Spălarea picturii, realizată în anul 1972, a schimbat, datorită retușurilor adăugate cu tempera, aspectul interior și a slăbit pigmentul culorilor. 
Între anii 2002-2004, s-au efectuat ample lucrări de restaurare și amenajare a sfântului lăcaș, în interior și în exterior (refăcută pictura, restaurare și înlocuire mobilier, ușile de la intrare, pardoseala din Sfântul Altar, încălzire centrală, lucrări exterioare la fațadă,  acoperișul, împrejmuire cu gard de fier). Repictarea bisericii a fost executată în tehnica encaustică de către profesorii Chelsoi Mircea și Pașcanu Cornel, pictori restauratori din București. 
Pridvorul deschis are fațada estică pictată și pisania deasupra ușii de intrare. Turnul clopotniței de deasupra pronaosului este prevăzut cu un clopot, adus în 1936 de la Biserica Domnească.

## Imagini din exterior

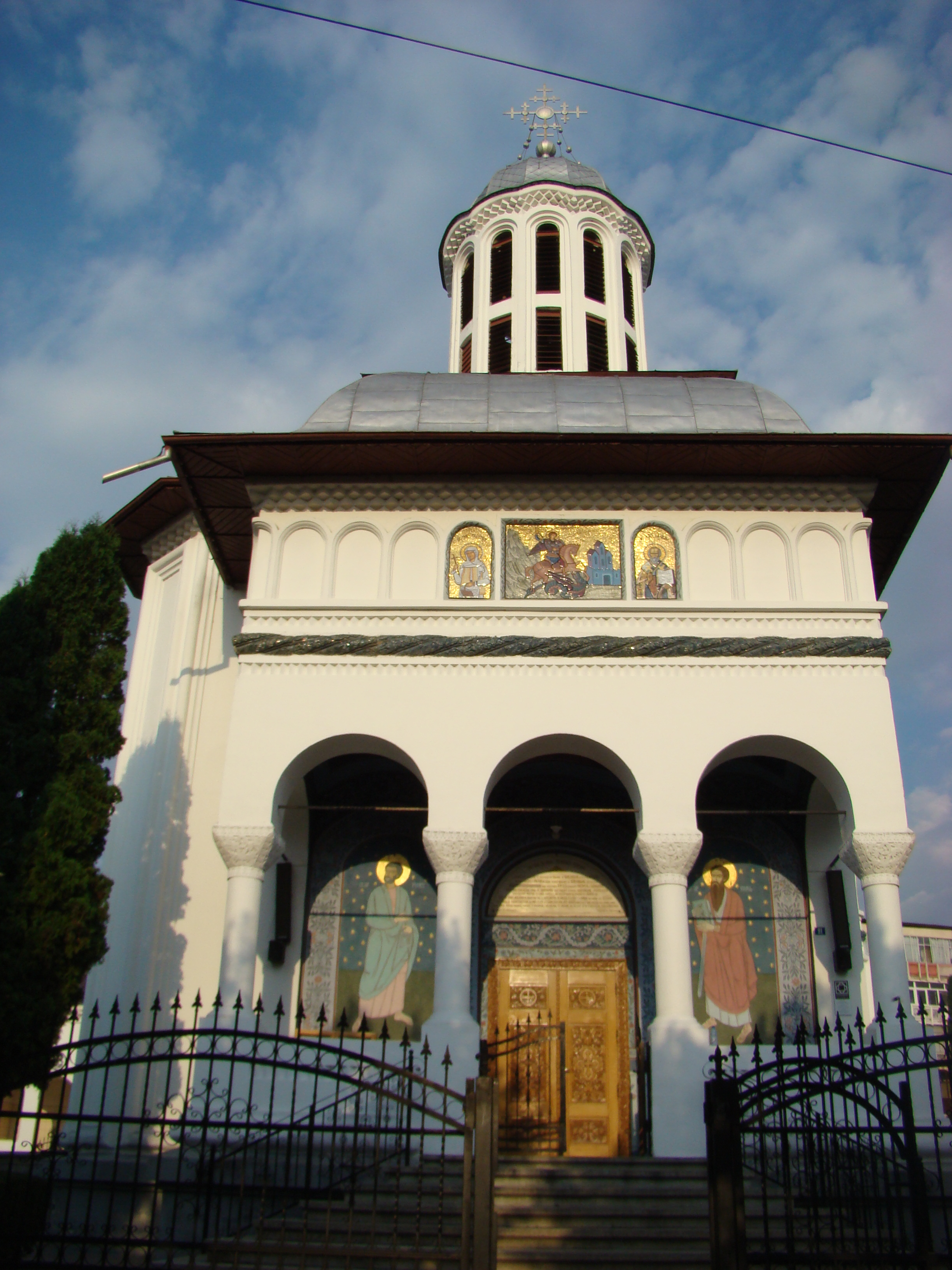
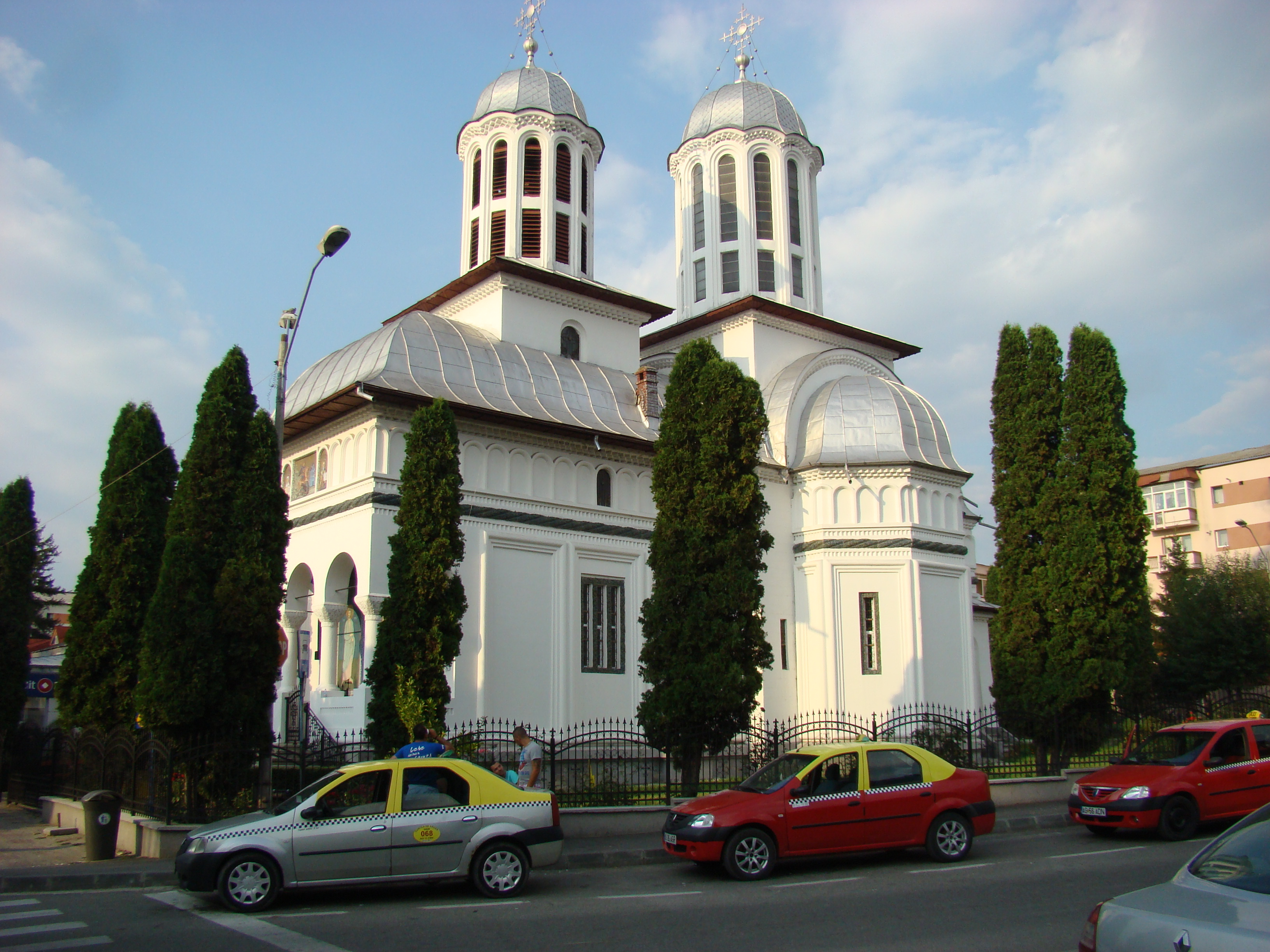
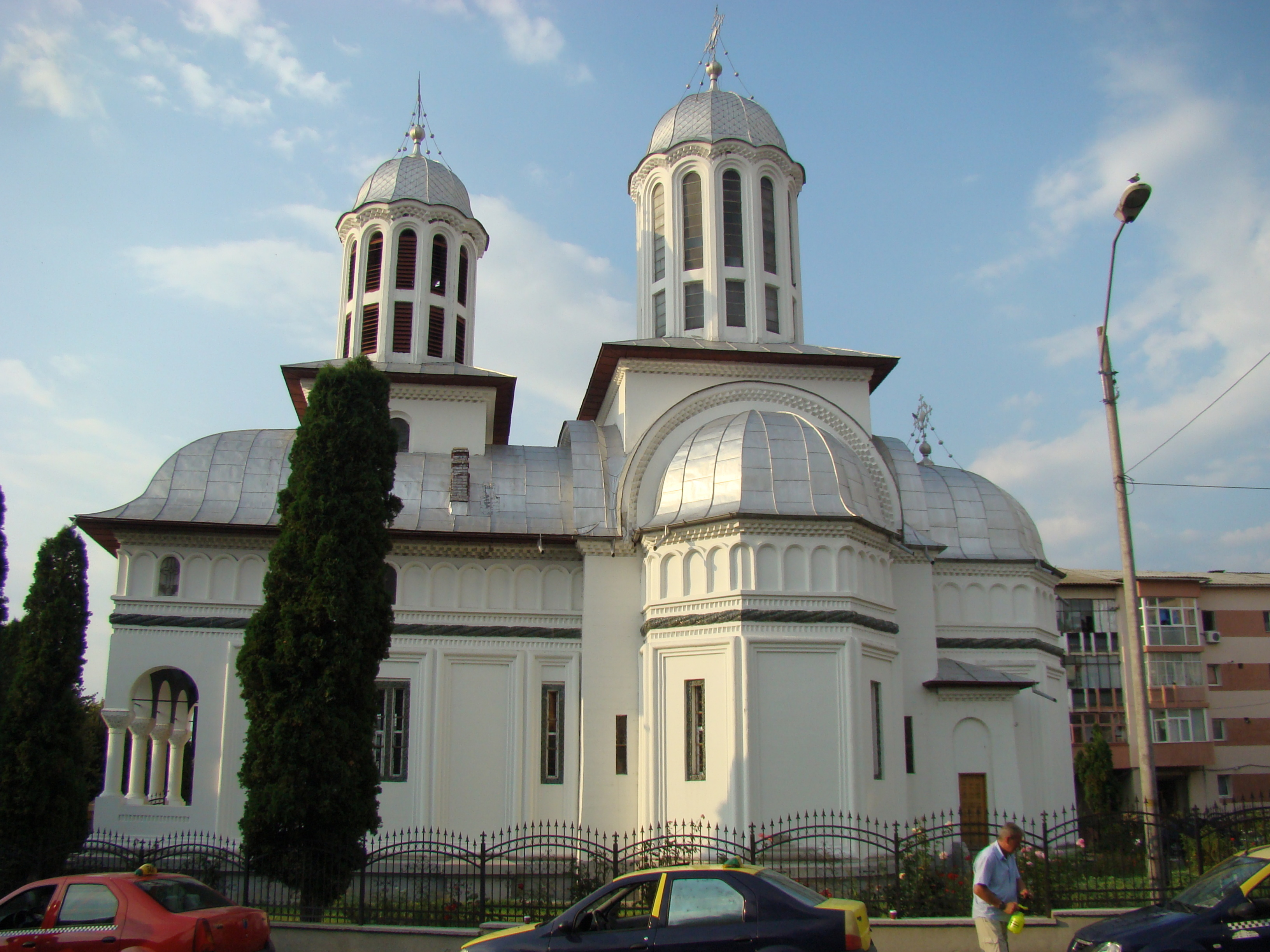
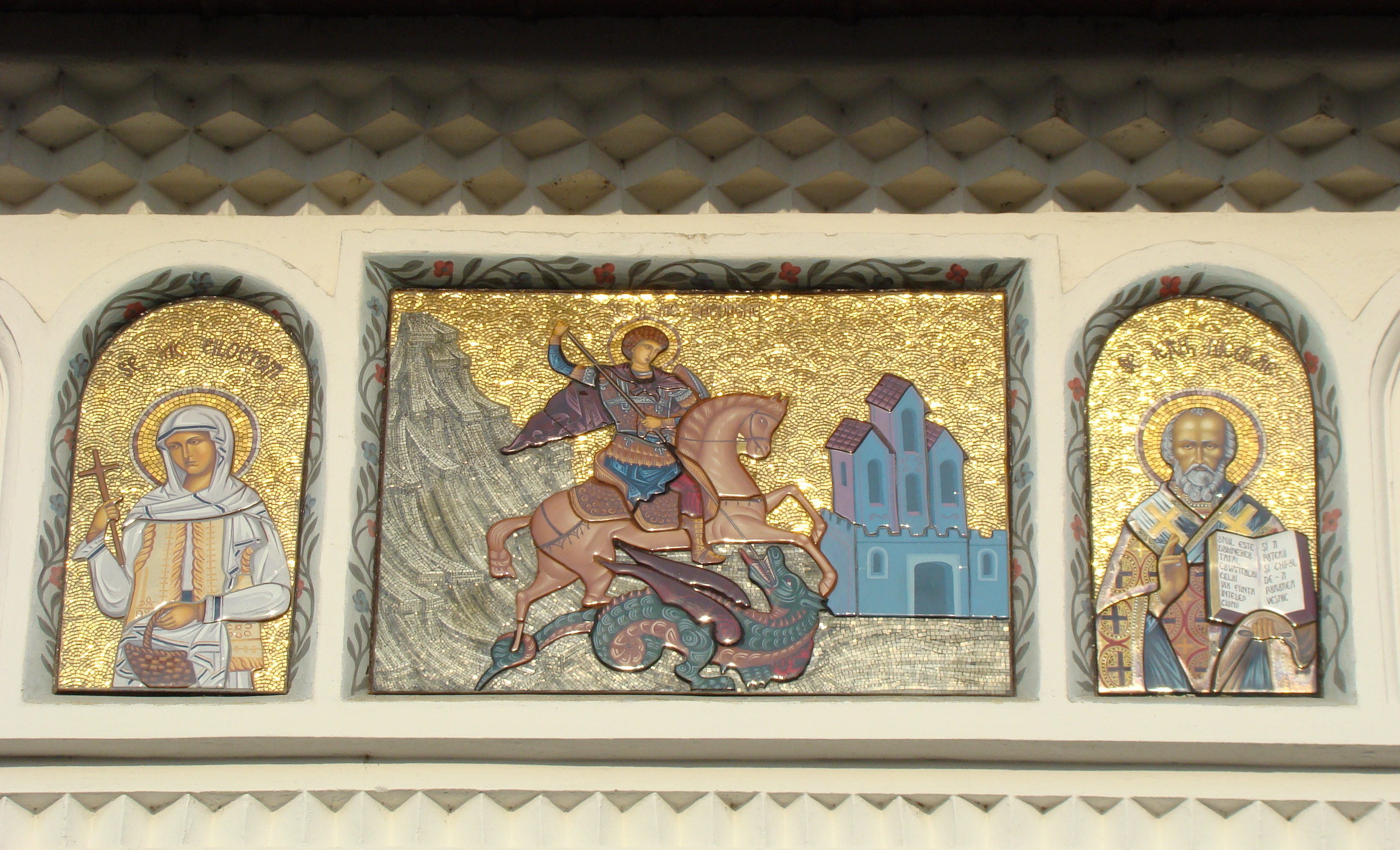
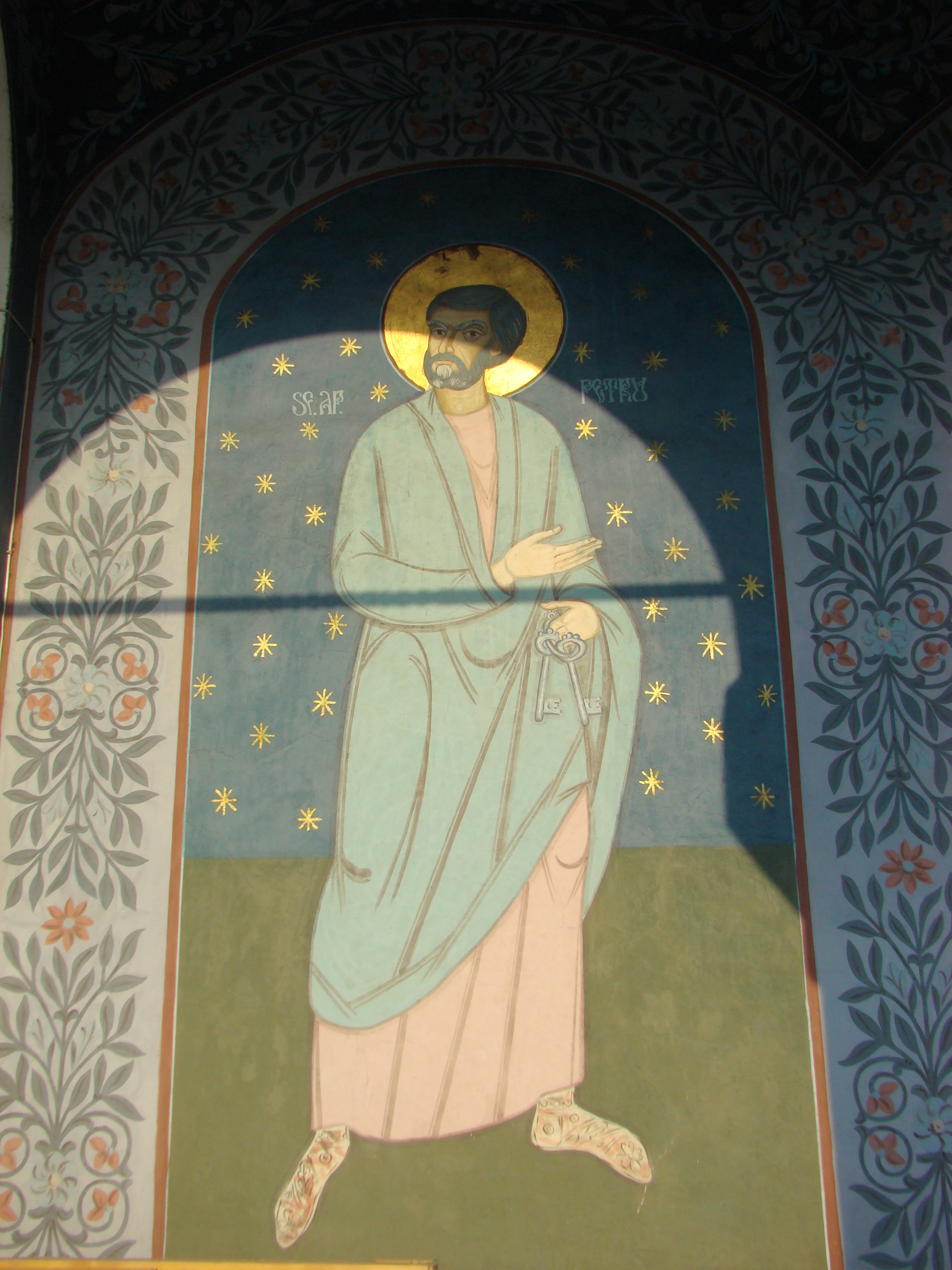
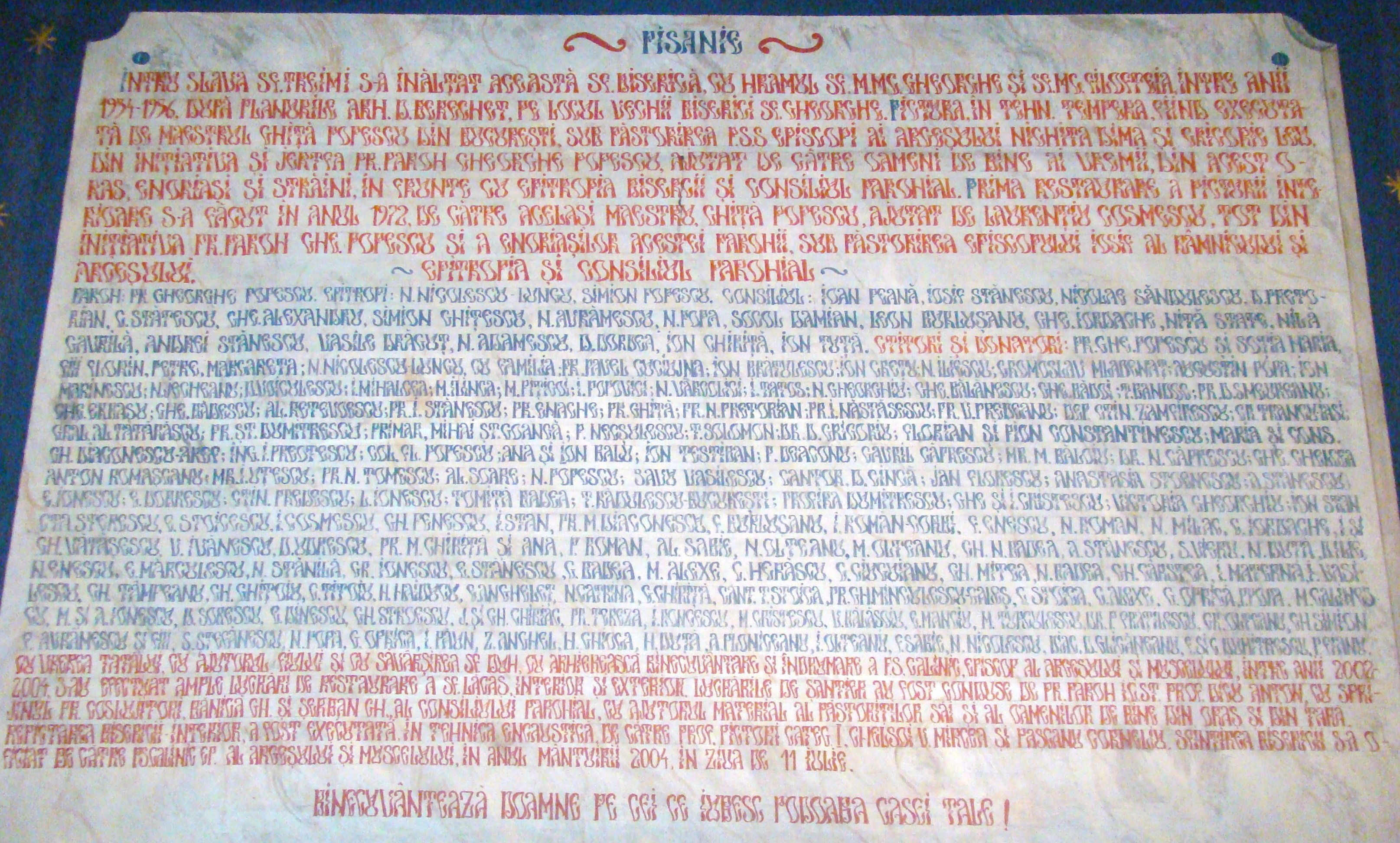
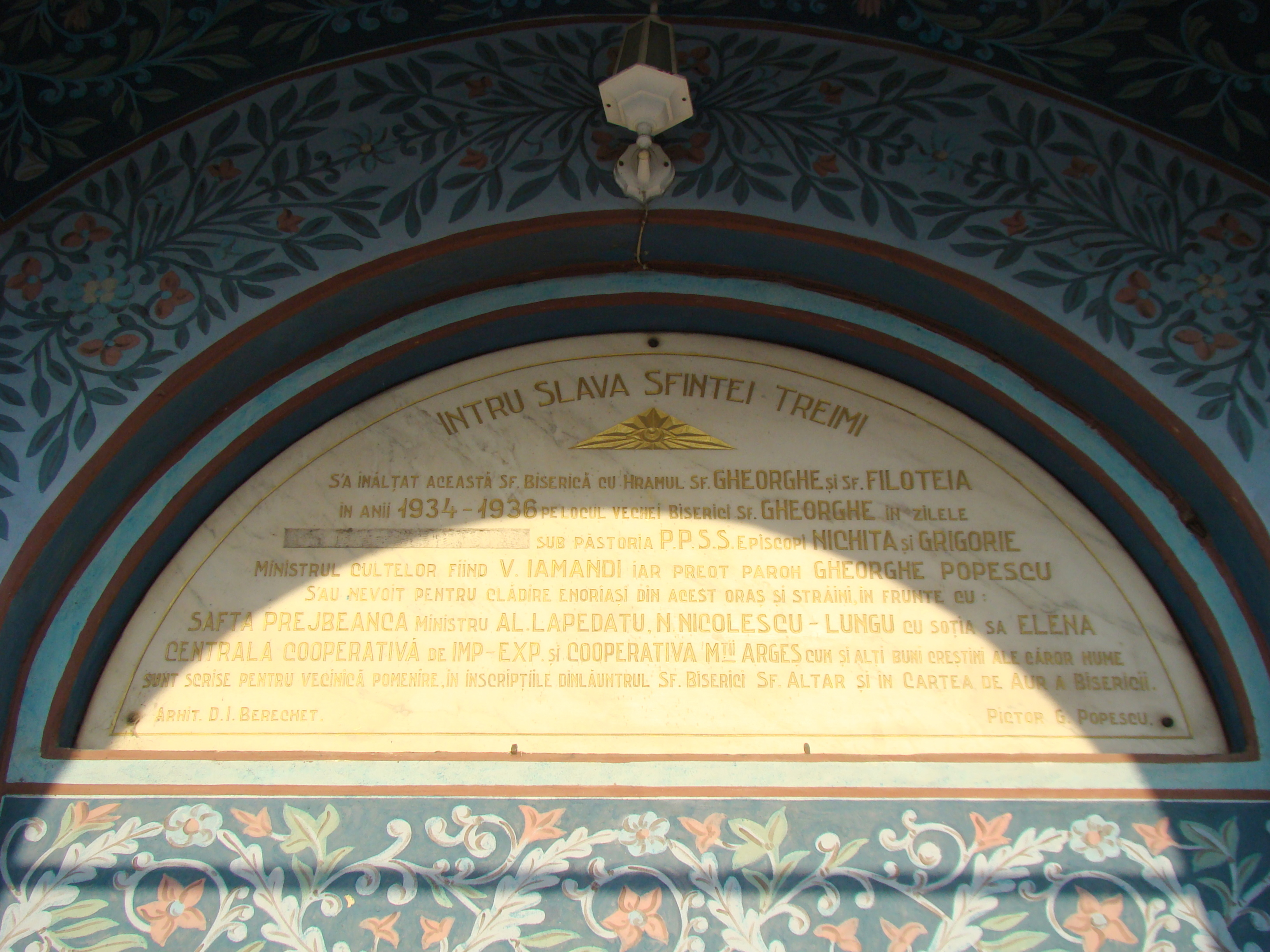
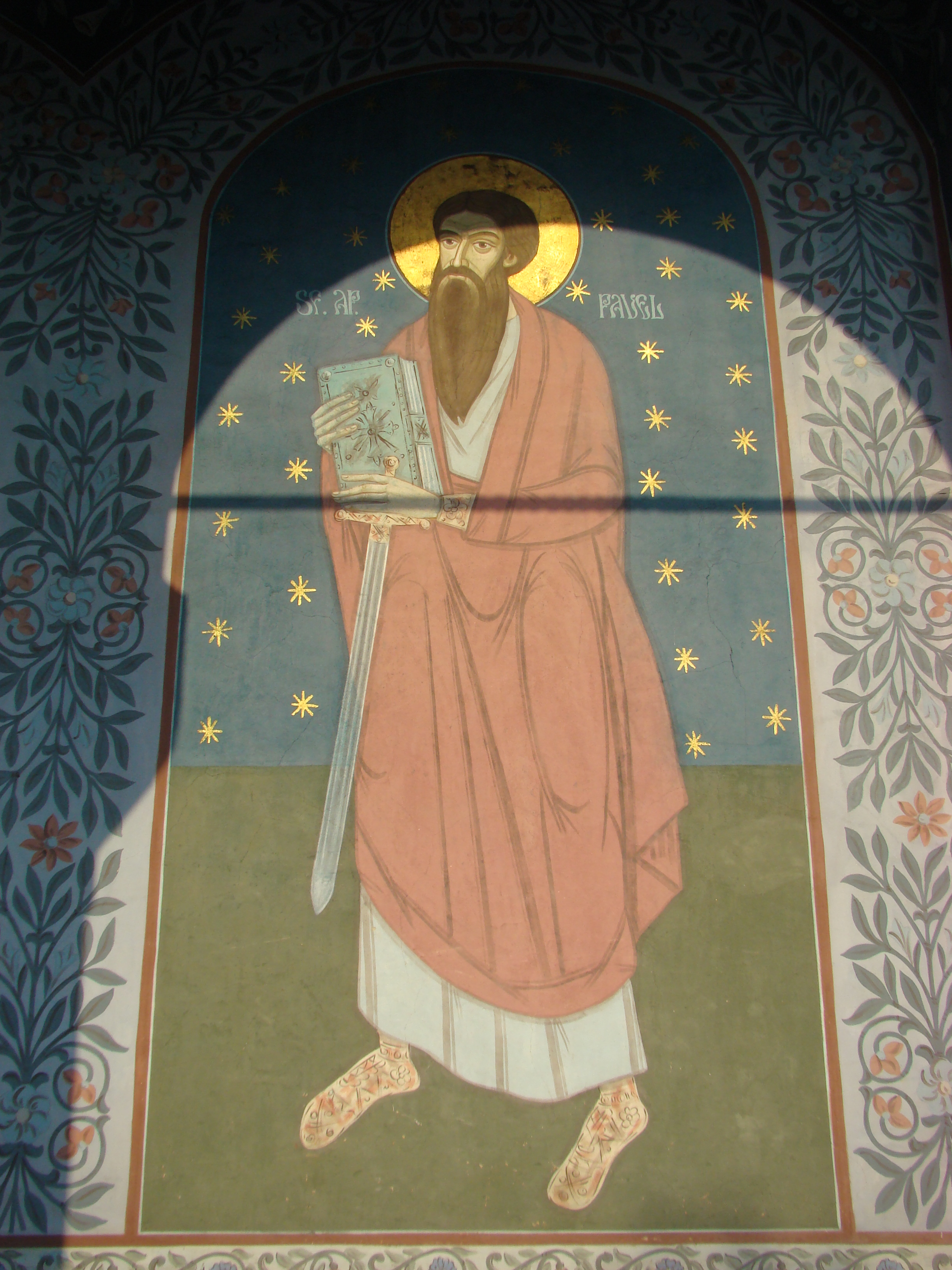
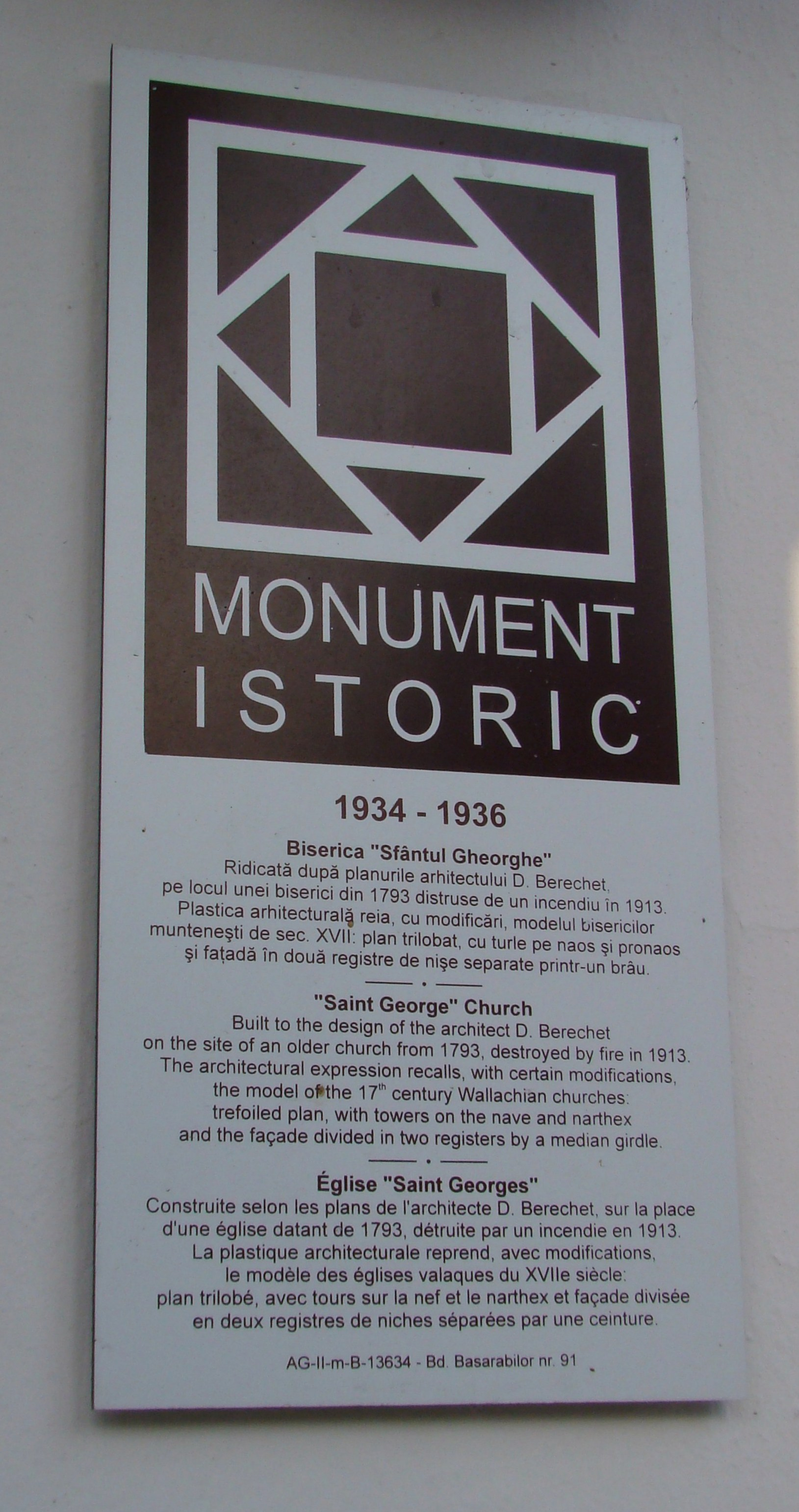
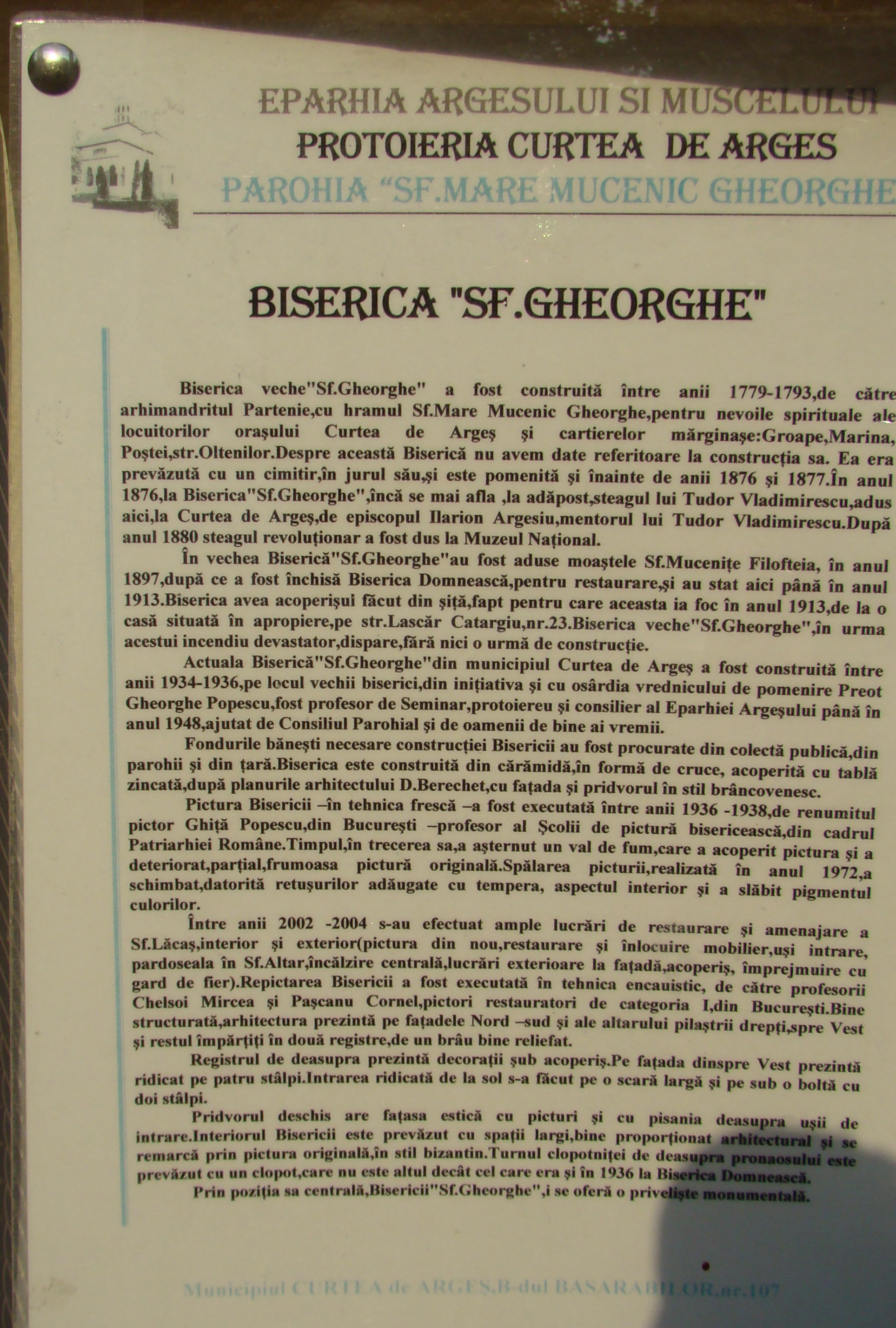
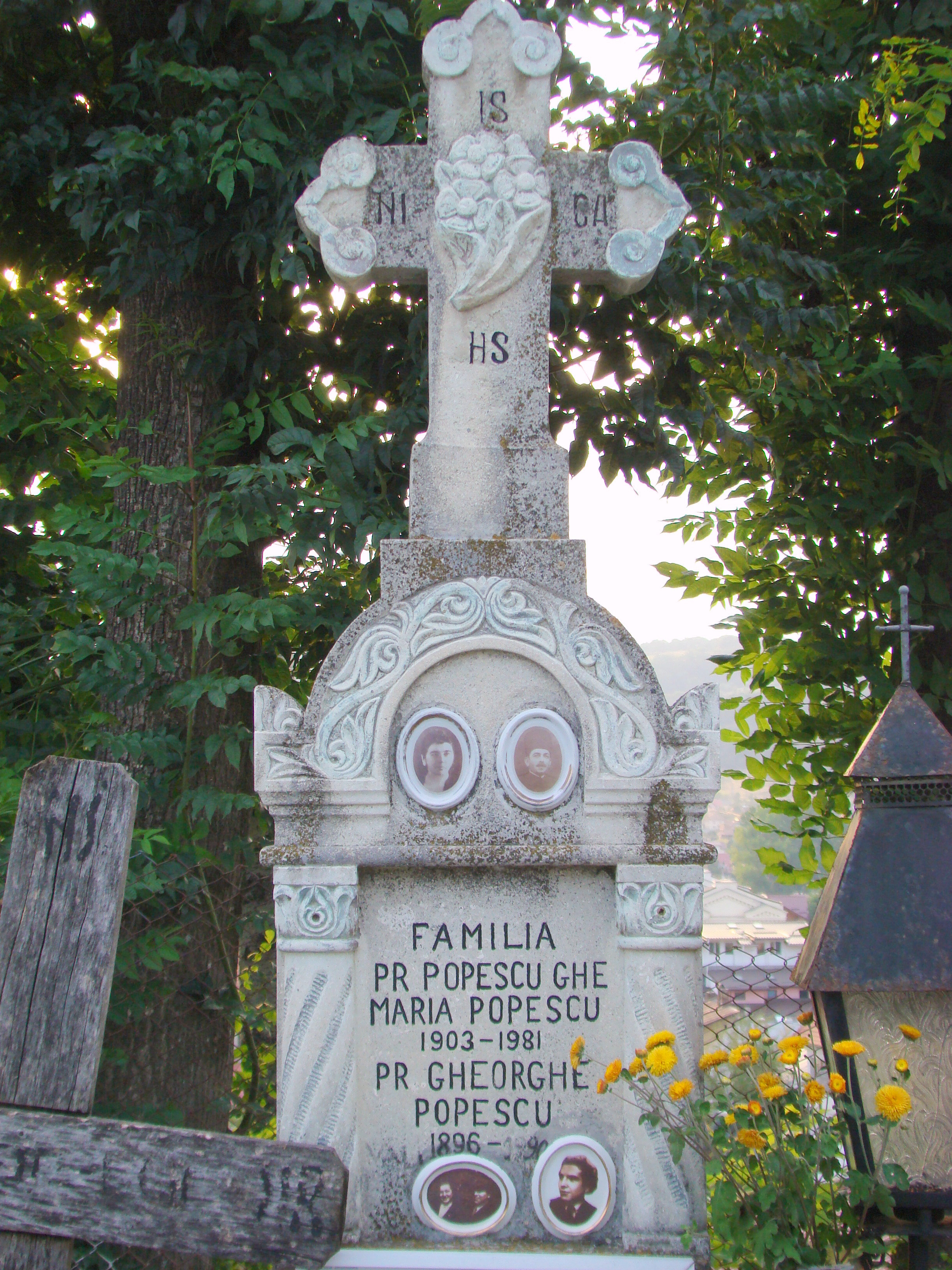
Mormântul preotului Gheorghe Popescu aflat în cimitirul bisericii „Sfinții Îngeri"
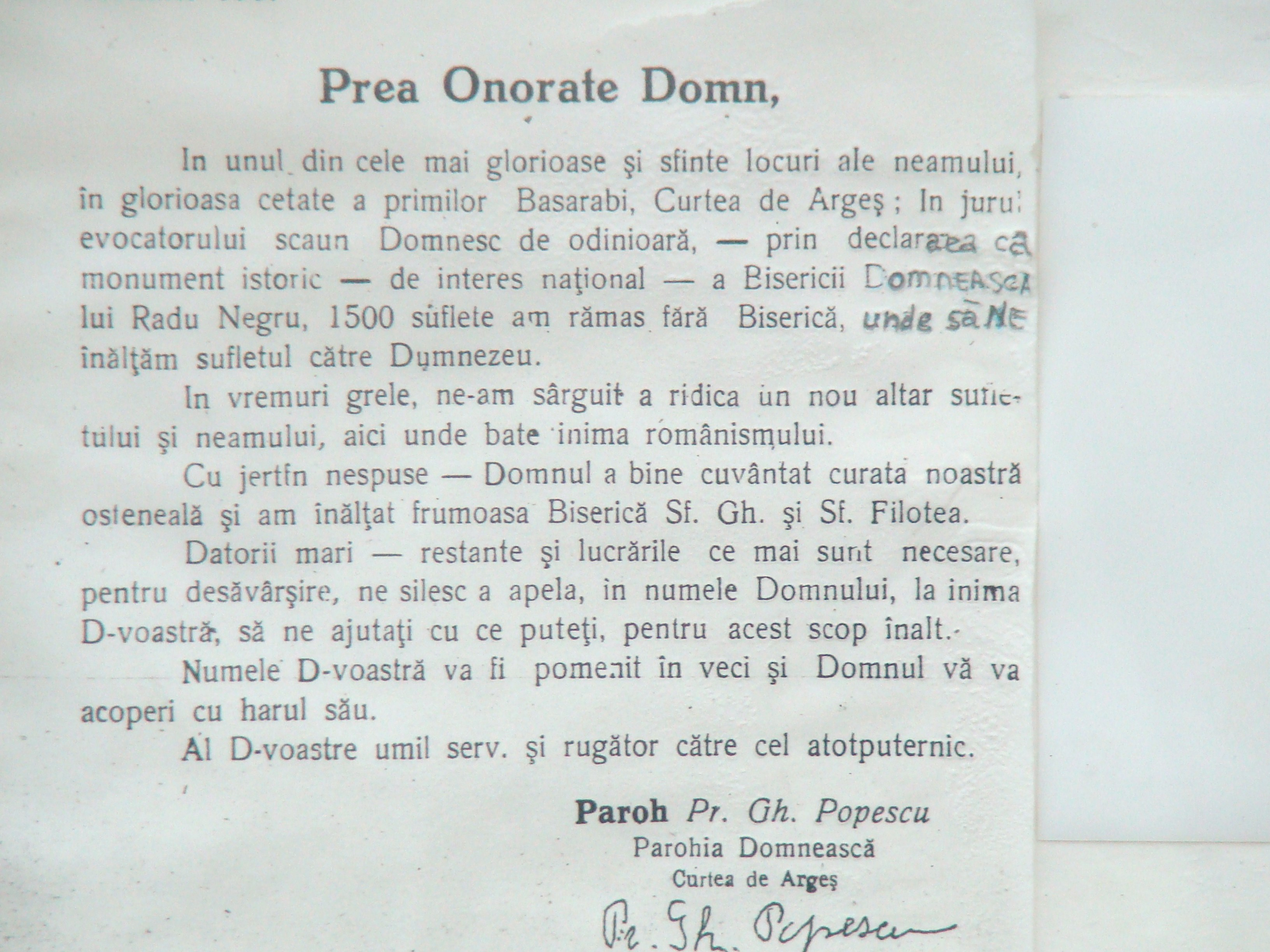
Document de arhivă prin care preotul Popescu solicita donarea de fonduri pentru terminarea lucrărilor la biserica cu hramul „Sfântul Mare Mucenic Gheorghe”

## Imagini din interior

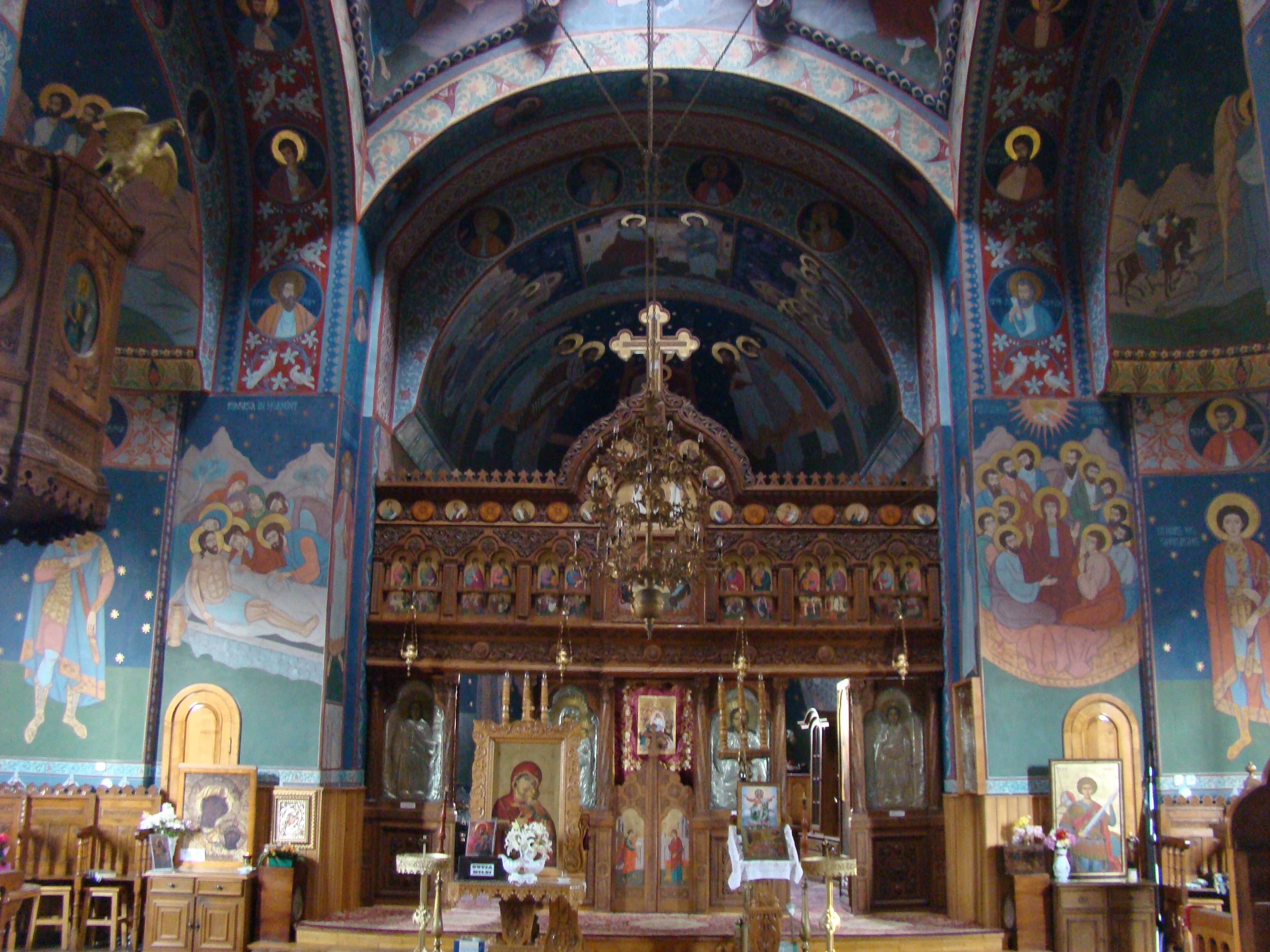
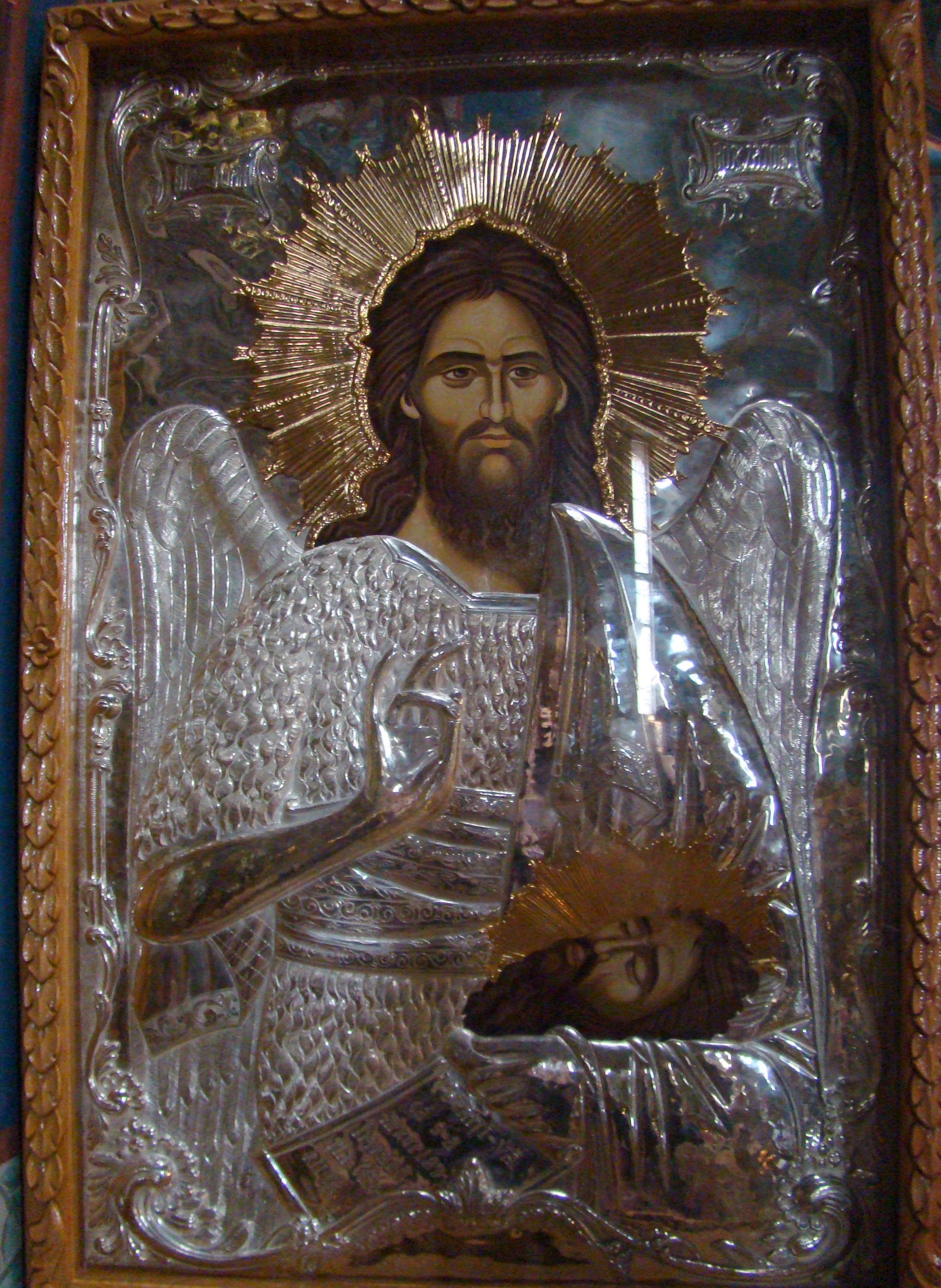
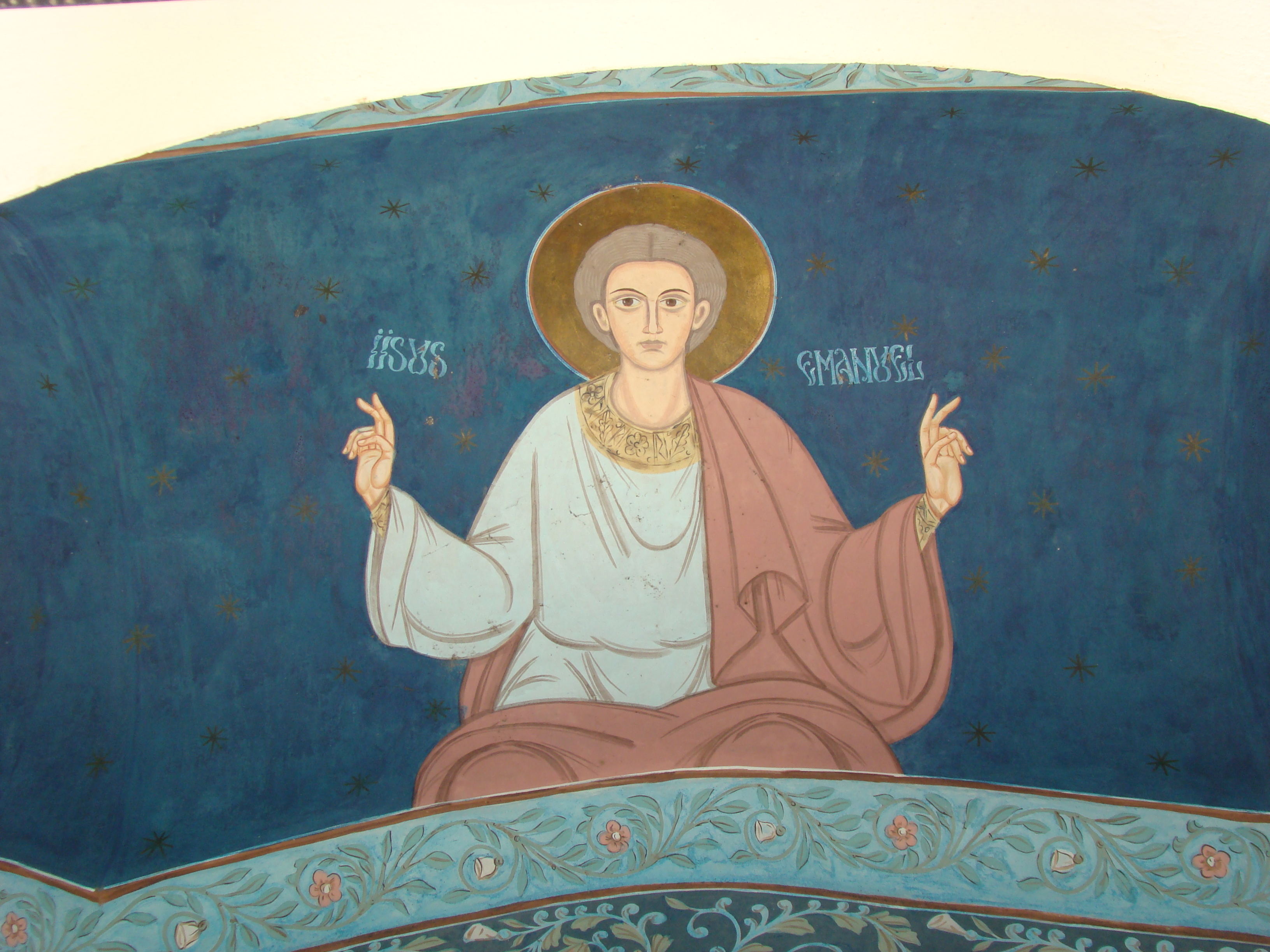
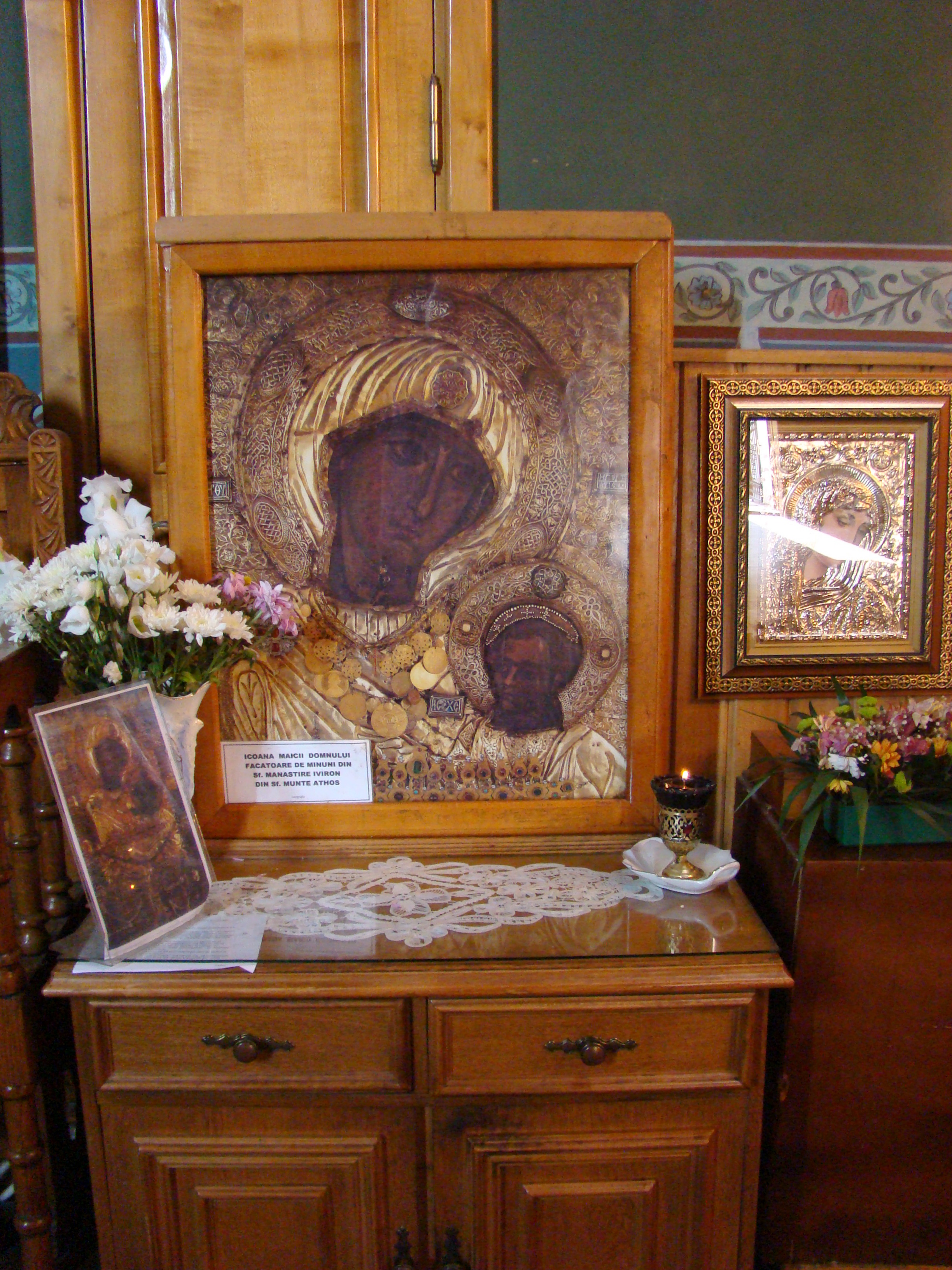
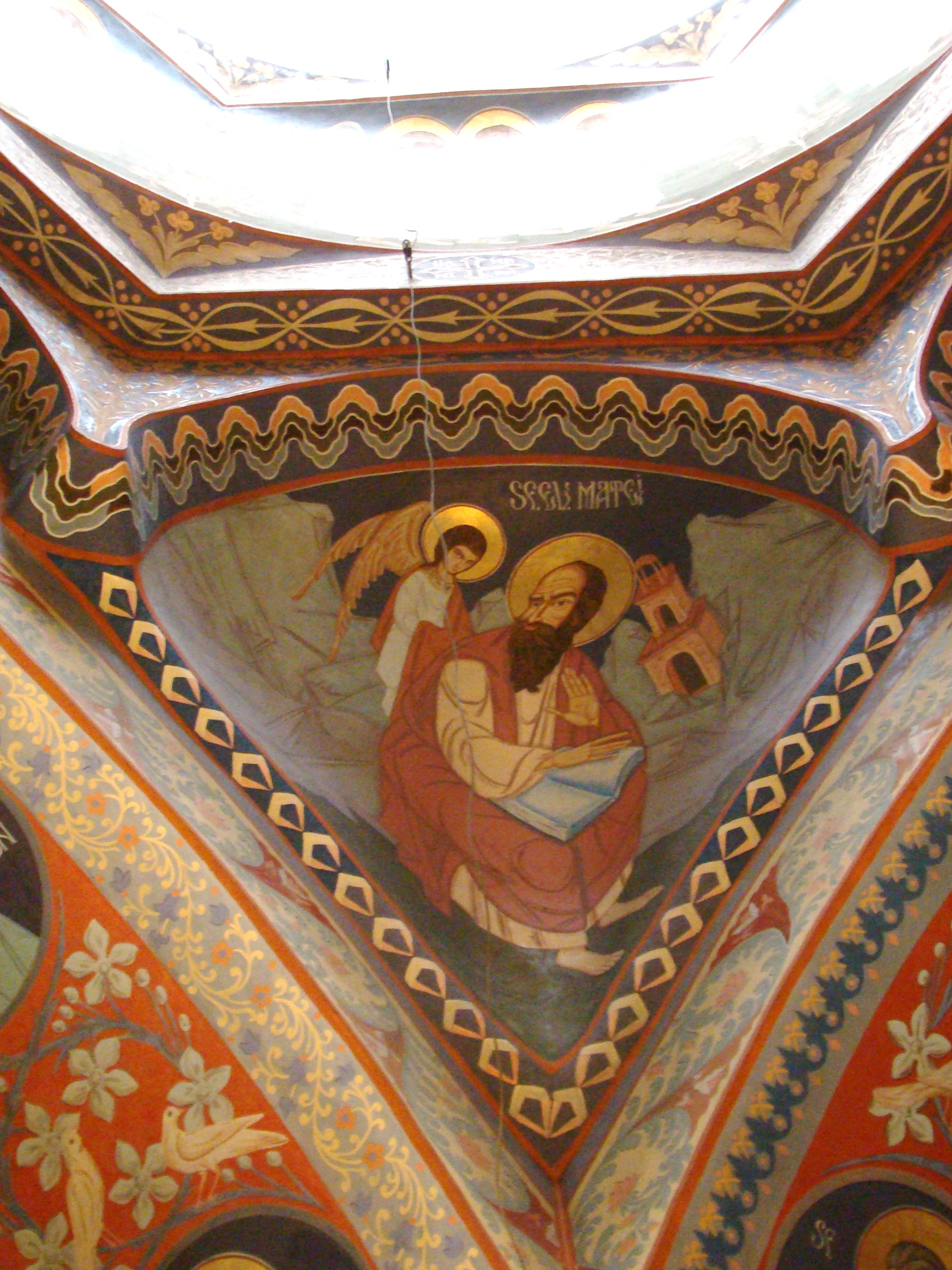
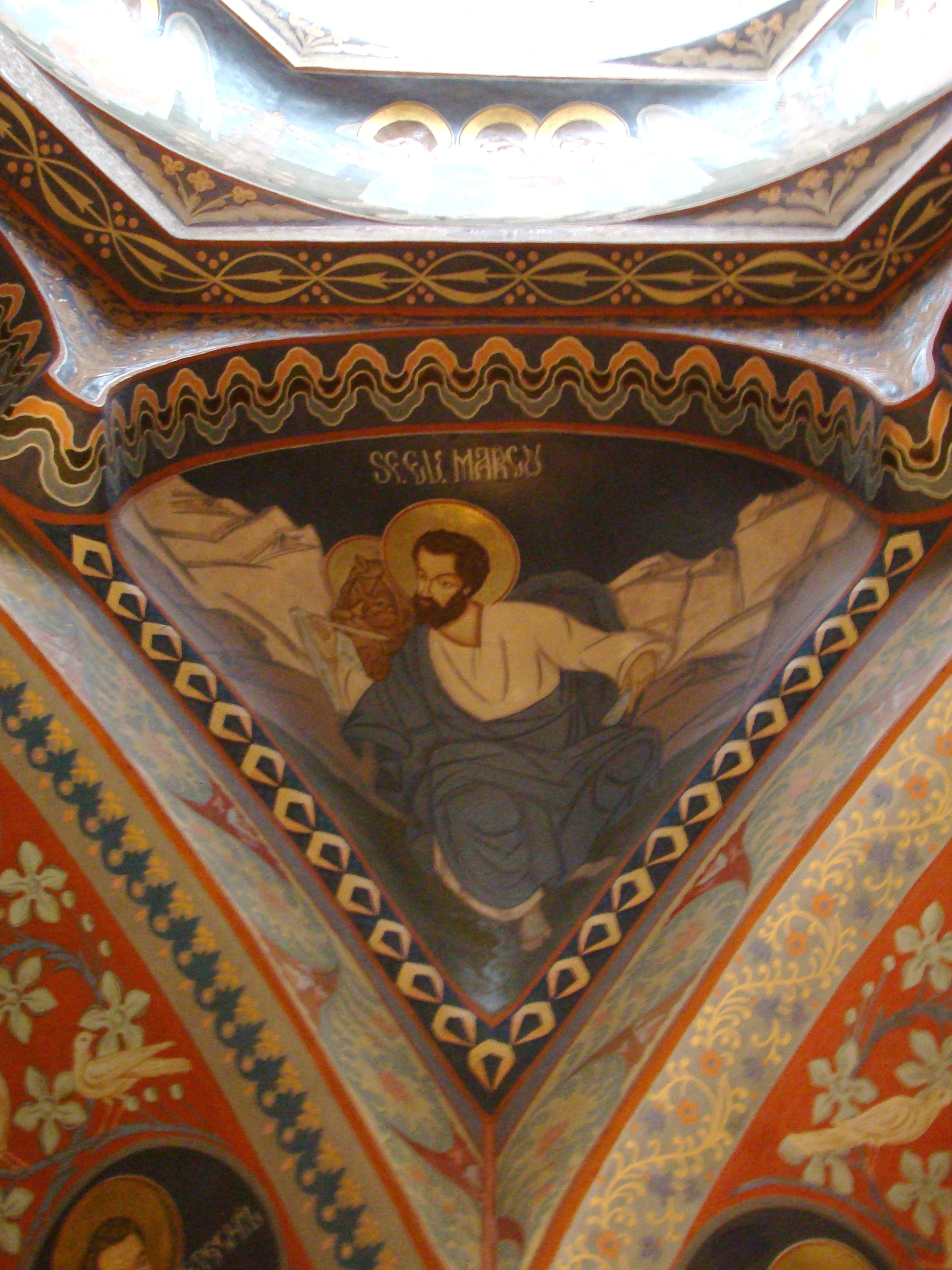
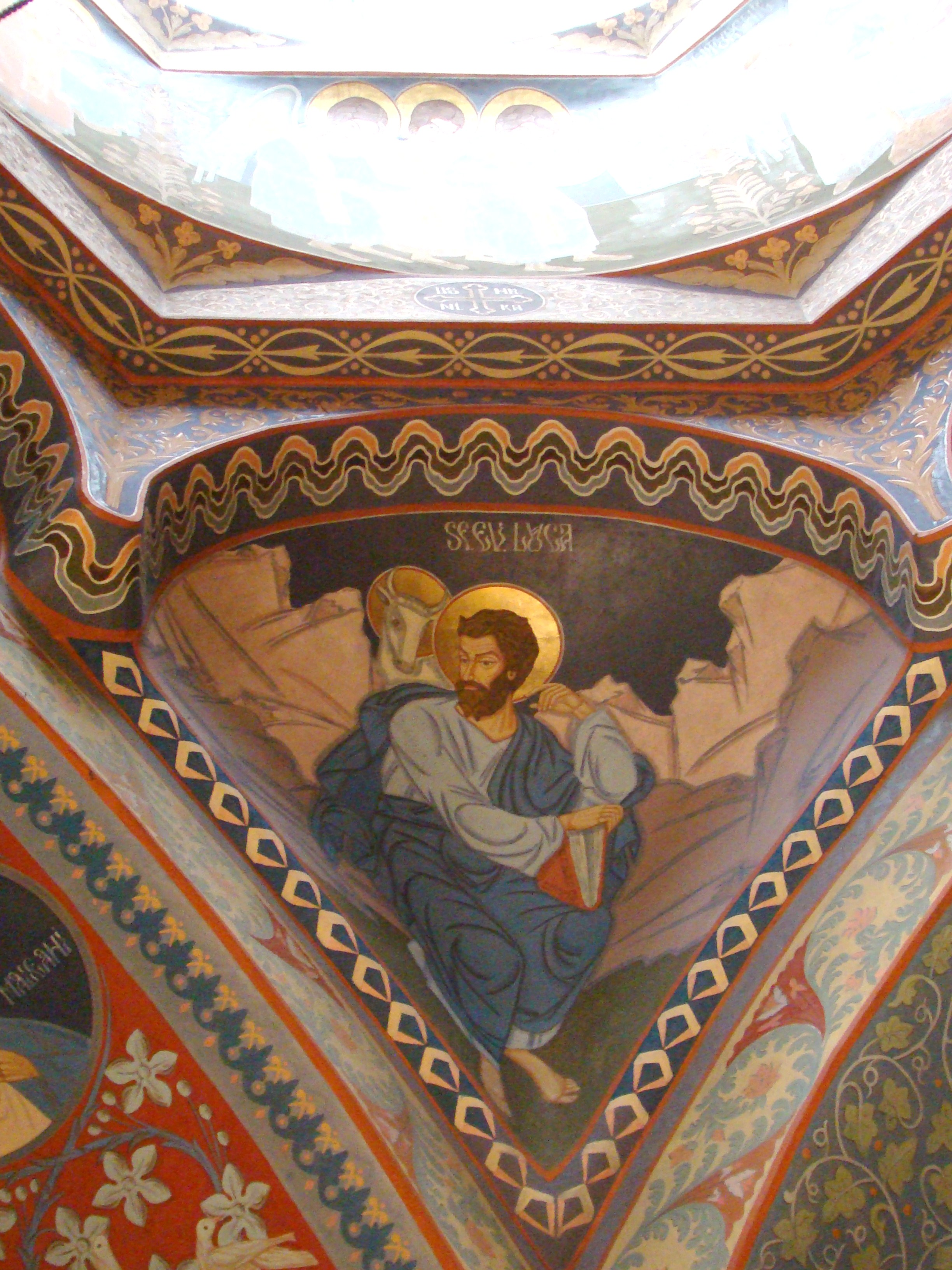
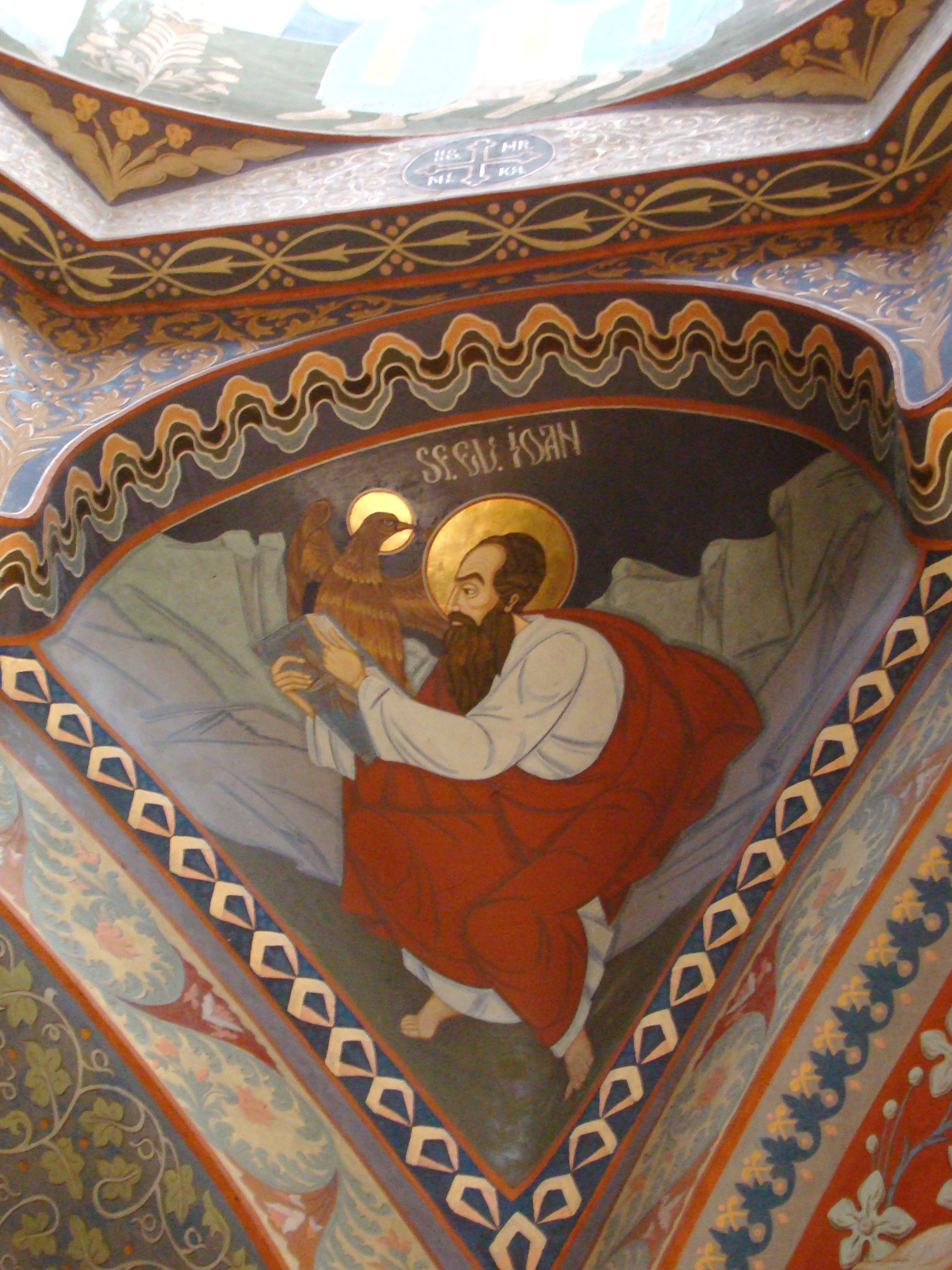
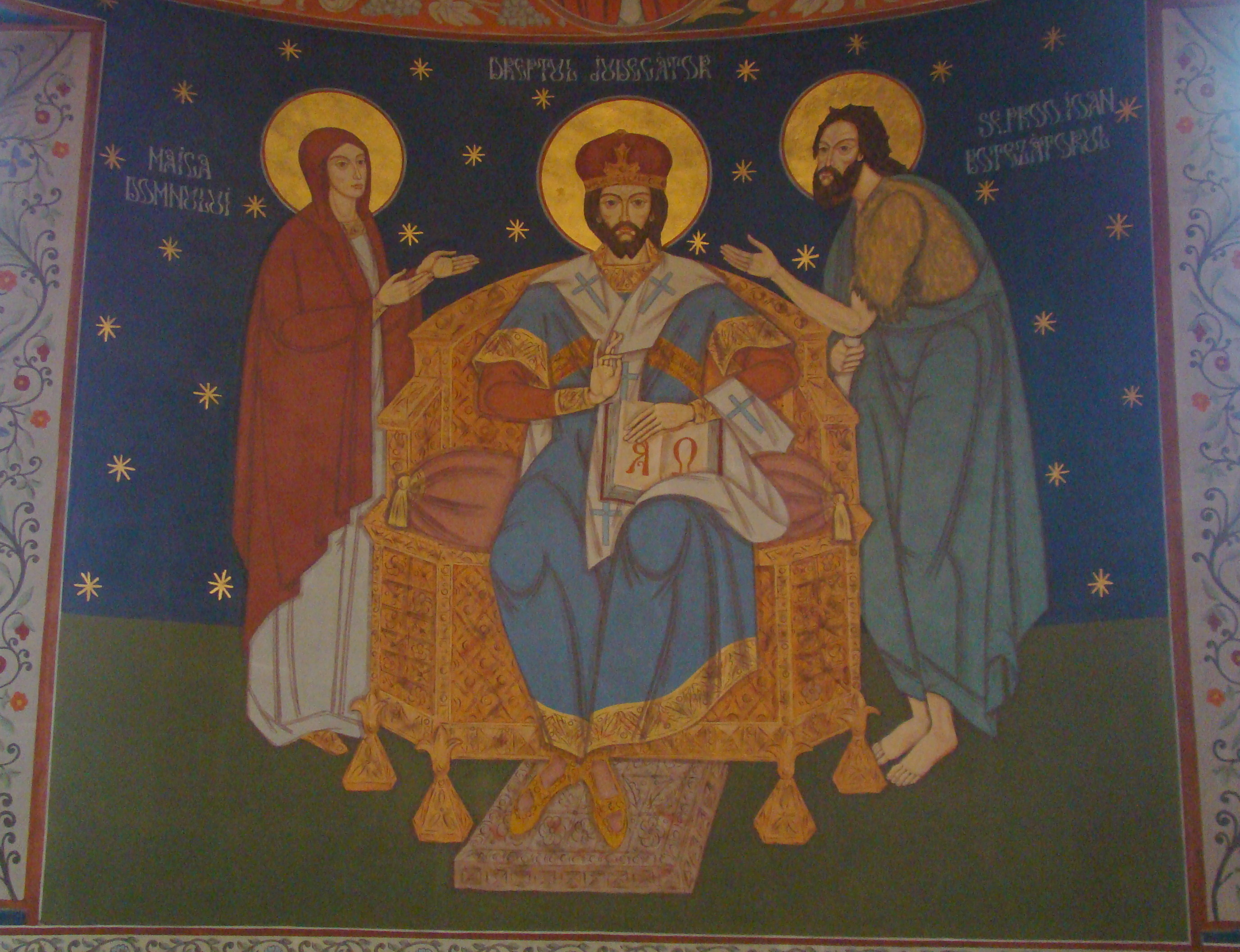
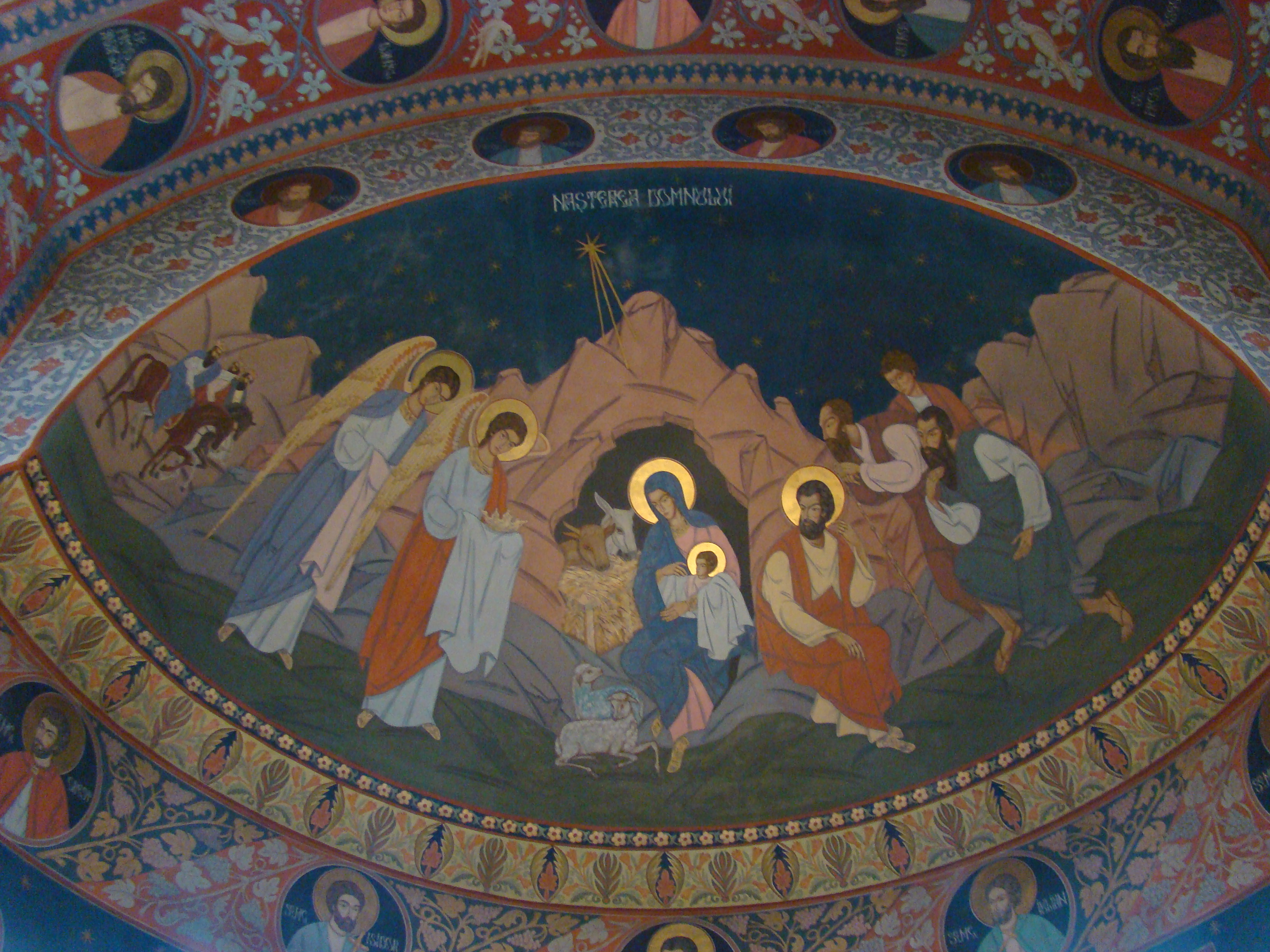
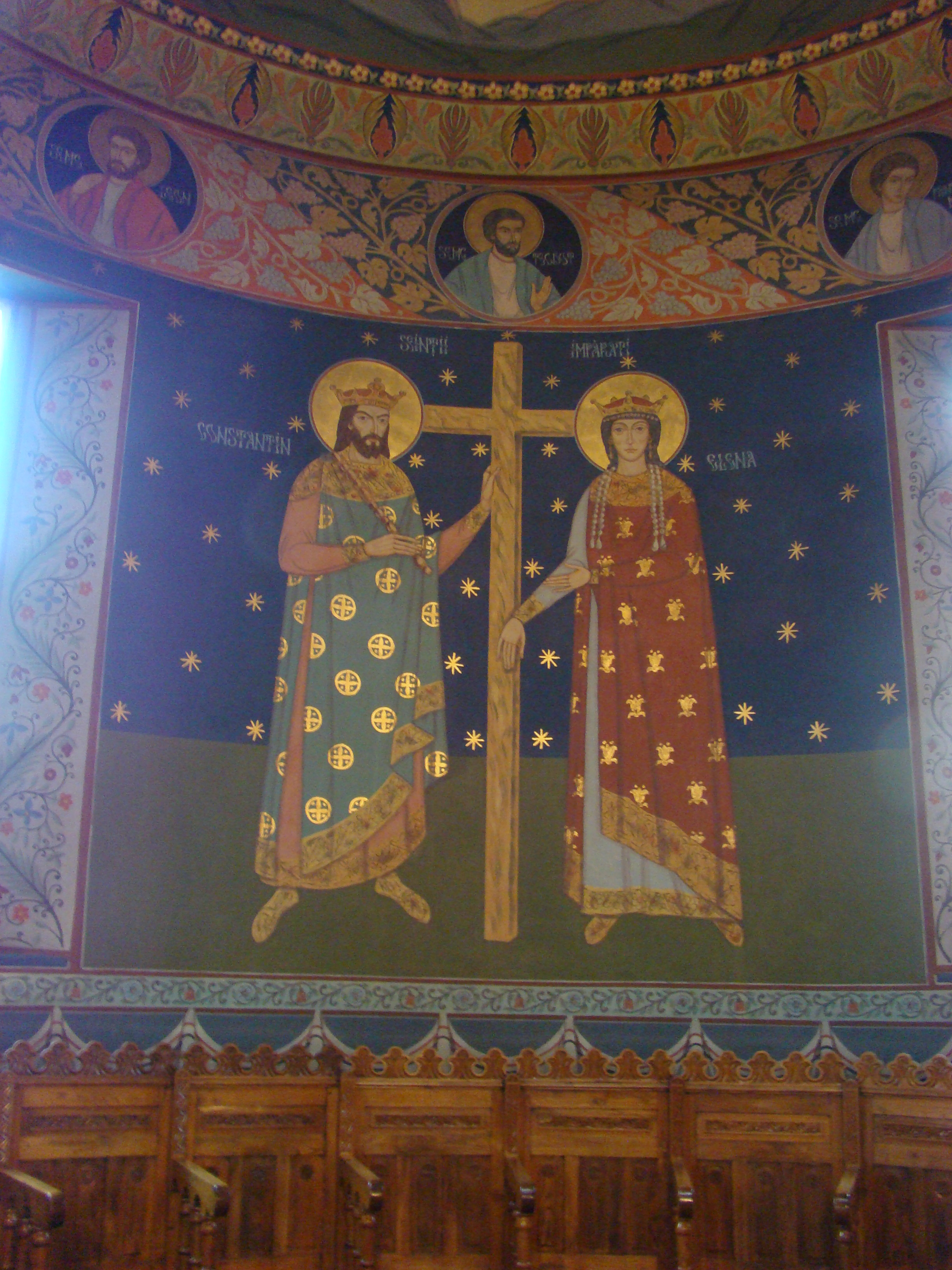
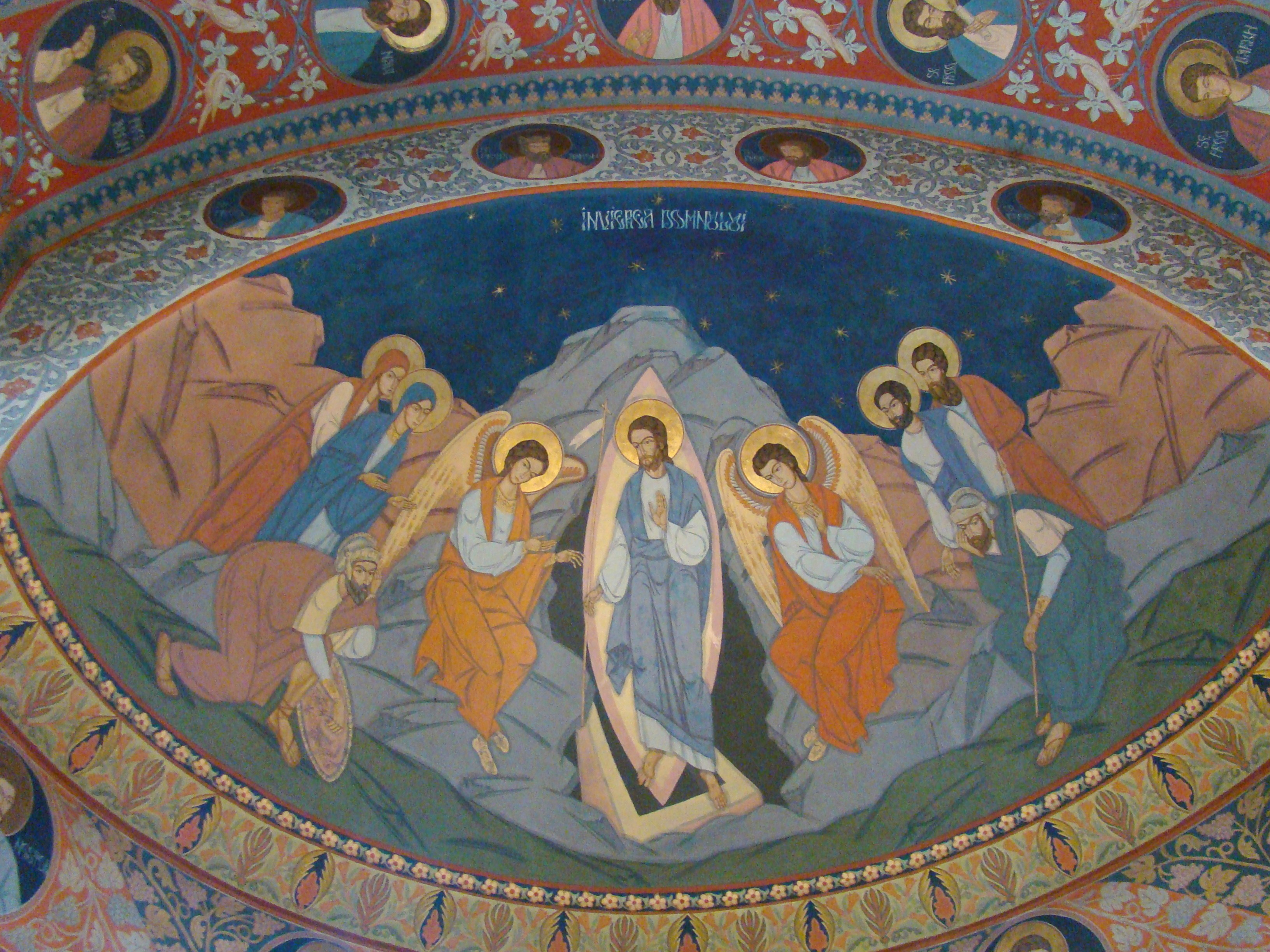
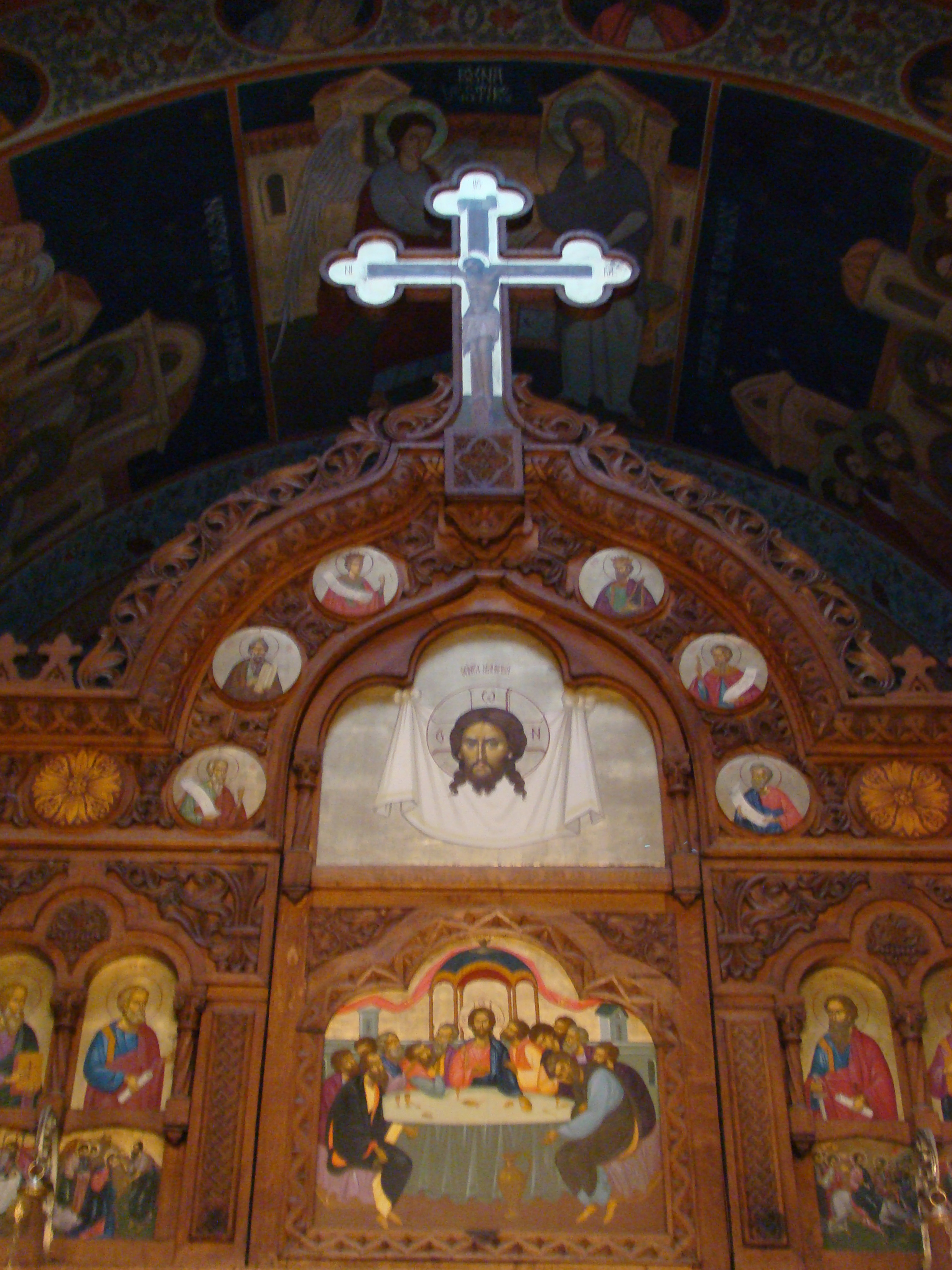
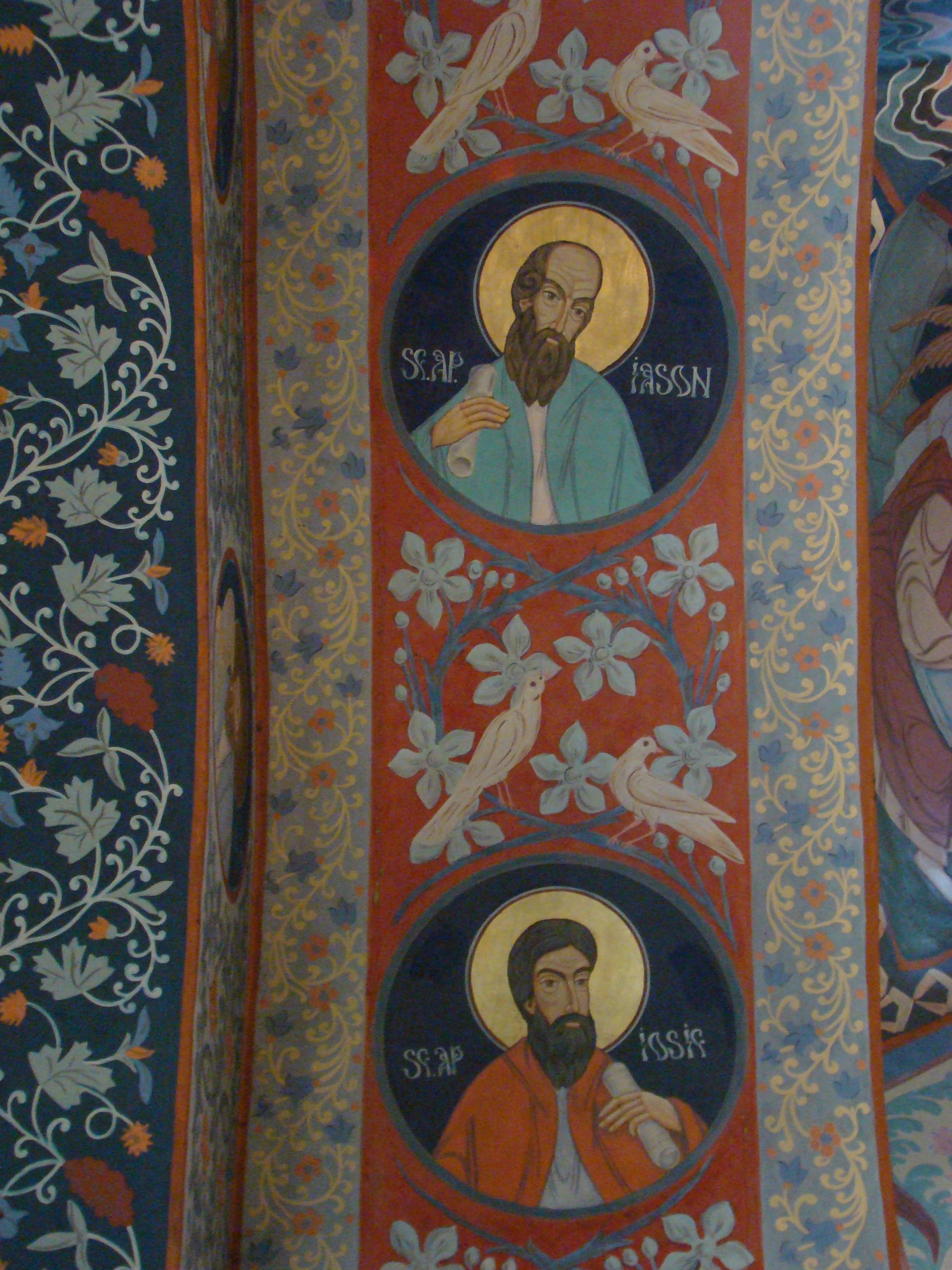
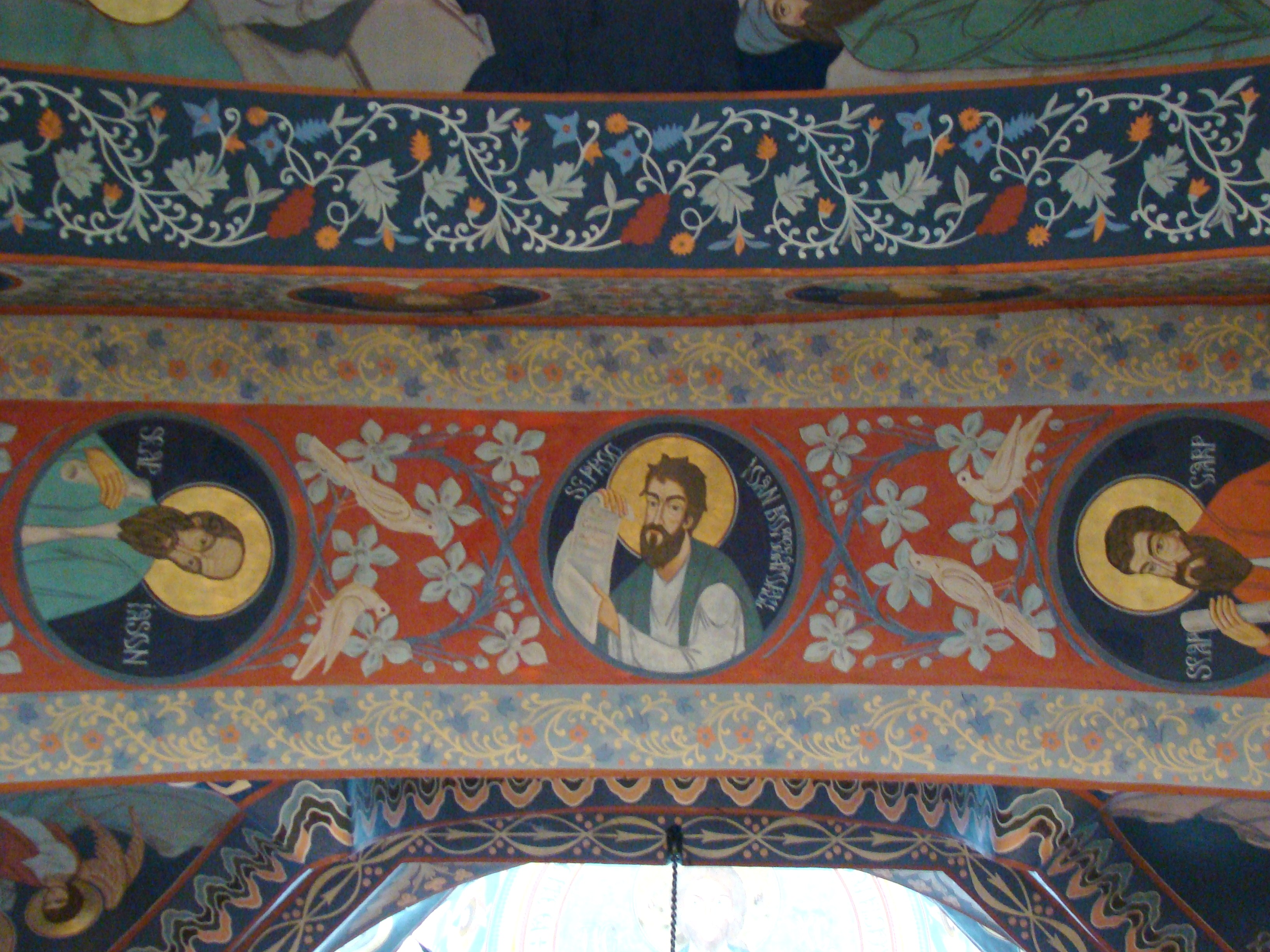
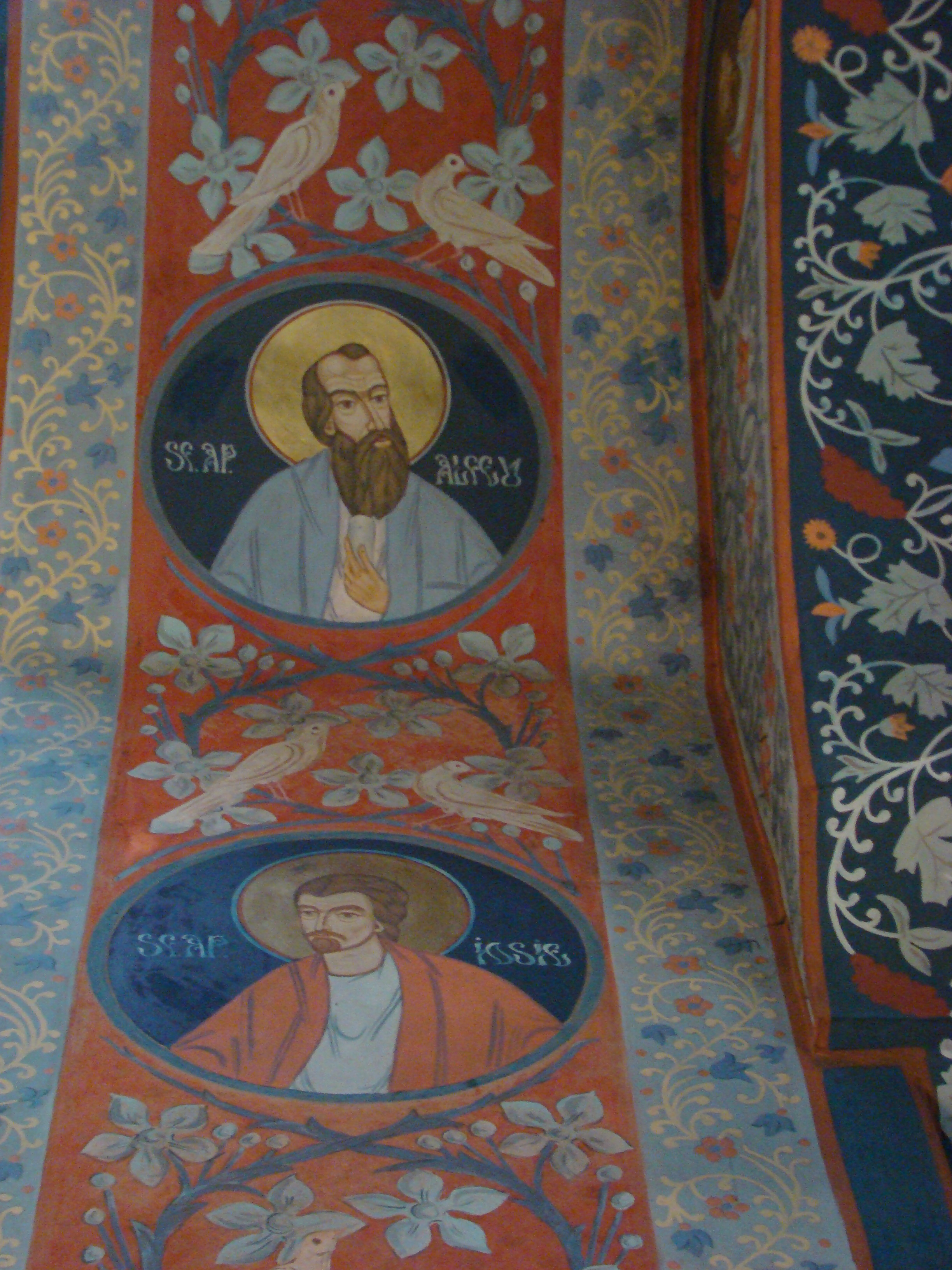
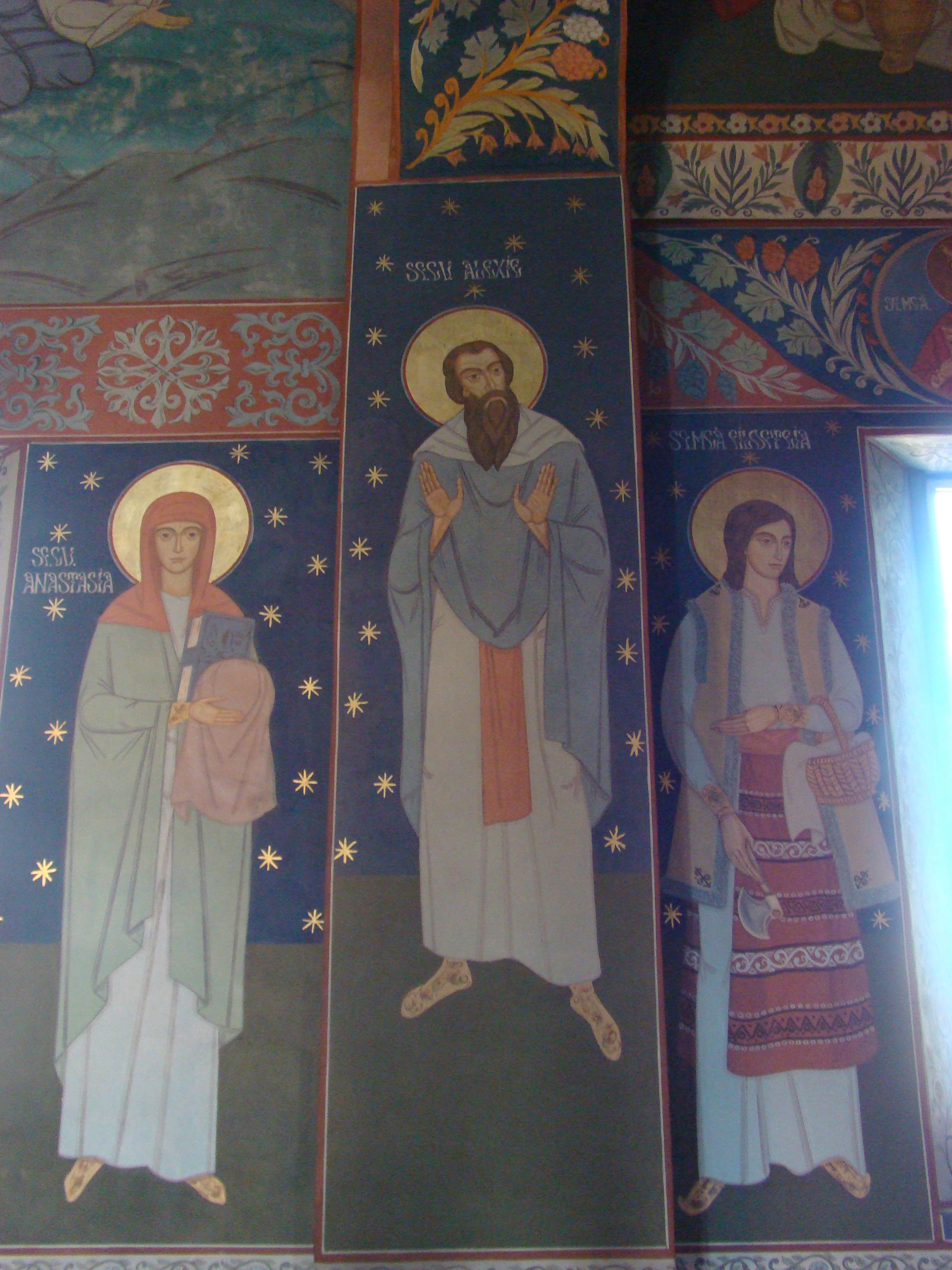
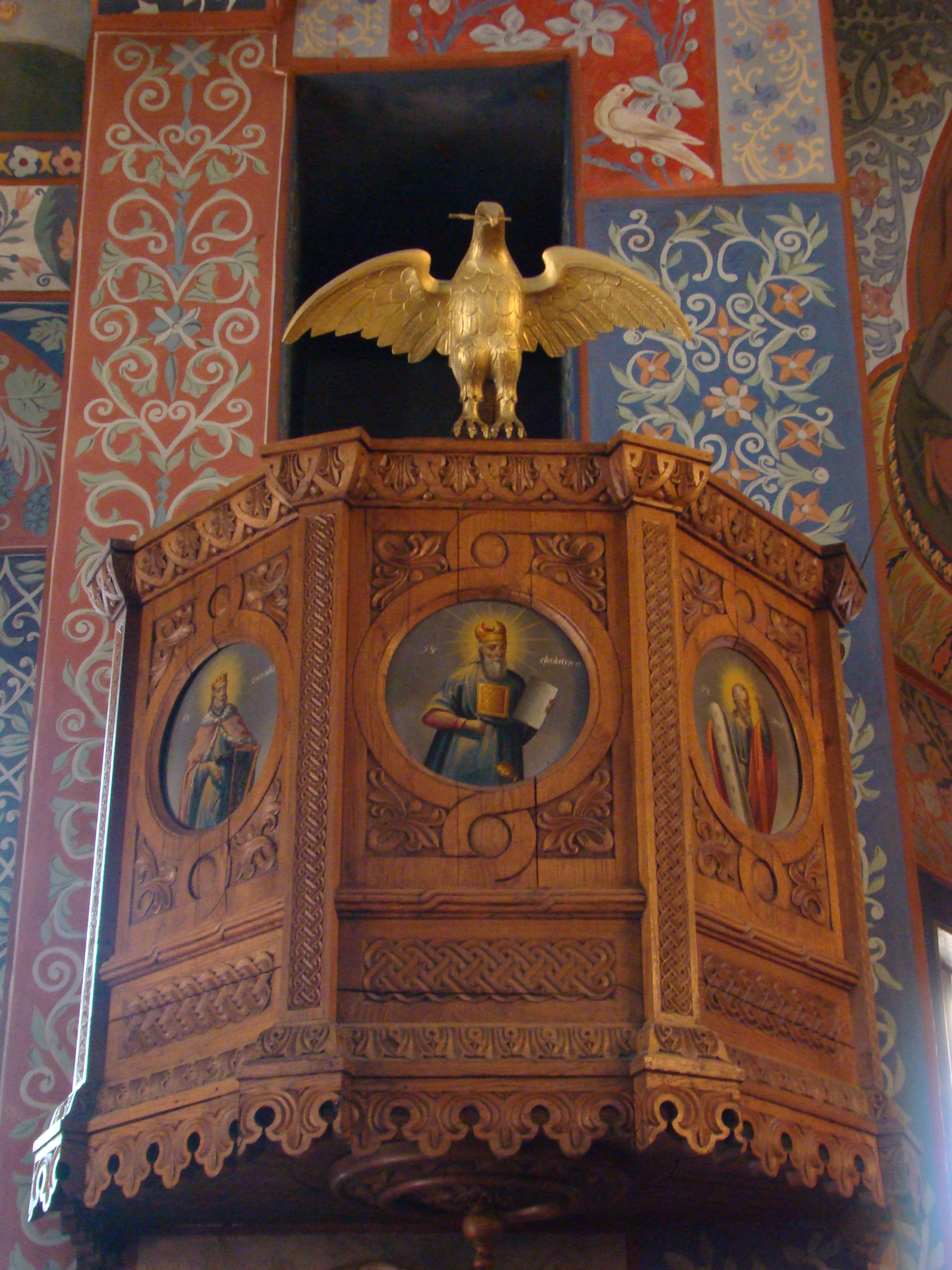
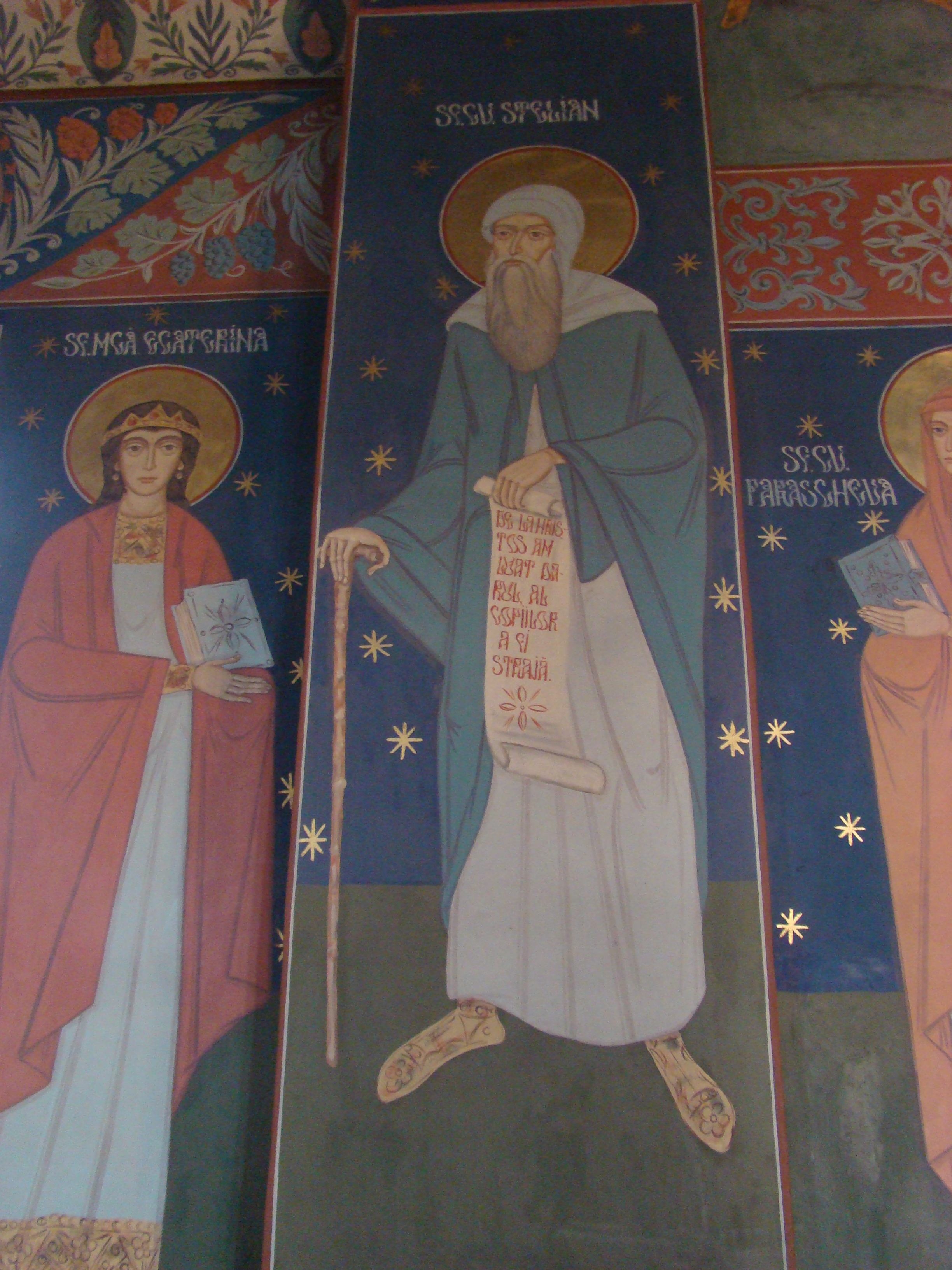
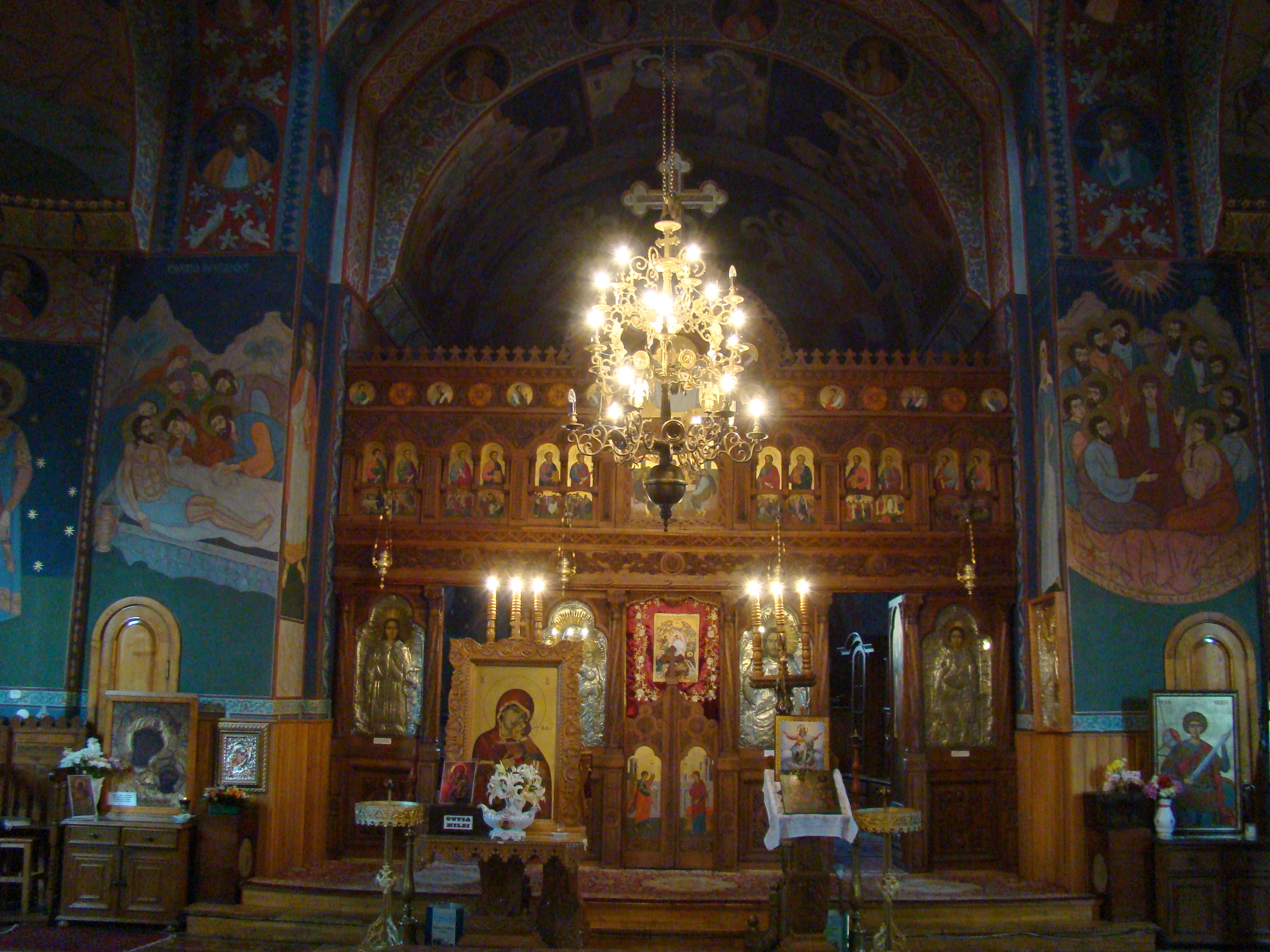